# Boston Bruins
Die Boston Bruins (IPA: [ˈbɒstən 'bɹuːɪns]) sind ein US-amerikanisches Eishockeyfranchise der National Hockey League aus Boston im Bundesstaat Massachusetts. Es wurde am 1. November 1924 gegründet und nahm zum Beginn der Saison 1924/25 den Spielbetrieb auf. Die Bruins gehören zu den sogenannten „Original-Six“-Teams der NHL. Ihre Teamfarben sind Schwarz, Gold und Weiß.
Die Bruins tragen ihre Heimspiele im TD Garden aus und waren das erste aus den Vereinigten Staaten stammende Team der NHL-Geschichte. Die Franchise-Geschichte Bostons ist von Höhen und Tiefen geprägt. Nachdem das Team Ende der 1930er-Jahre bis zum Zweiten Weltkrieg eines der erfolgreichsten in der NHL war, fiel das Franchise in den Folgejahren in ein tiefes Loch. In den 1960er-Jahren verpassten die Bruins achtmal in Folge die Playoffs, ehe sie zu Beginn der 1970er-Jahre zurück an die Spitze der NHL fanden. Im Jahr 1997 verpasste das Team erstmals nach 30 Jahren wieder die Qualifikation für die Playoffs. In der Saison 2010/11 gewann das Team erstmals seit 1972 den Stanley Cup.

## Geschichte

### Frühe Jahre vor dem Krieg (1924 bis 1941)
Dank der Überzeugungskraft von Charles Adams, einem Lebensmittelgroßhändler, entschied sich die NHL, die damals noch eine rein ostkanadische Liga war, den Sprung über die Grenze in die USA zu wagen. Die erste Wahl fiel auf Boston, eine Stadt in der Eishockey schon einen entsprechenden Stellenwert hatte. Gleichzeitig gab es Zusagen an zwei weitere US-amerikanische Städte (New York und Pittsburgh), die ein Jahr später in die Liga folgen sollten.
Adams bewies ein glückliches Händchen, indem er Art Ross als General Manager anstellte. Ross blieb 30 Jahre bei den Bruins und war während dieser Zeit viermal als Trainer tätig. Zuerst bekam er aber den Auftrag einen Namen für das neue Team zu suchen. Adams schwebte etwas mit einem Tier vor, das Schnelligkeit, Beweglichkeit und Gerissenheit in sich vereinte. Als Farben hatte man sich bereits für braun und gold entschieden (1939 wurde aus braun dann schwarz). Bessie Moss, die für Adams und Ross das Büro führte und die Namenssuche verfolgt hatte, schlug „Bruins“ vor, im Englischen eine umgangssprachliche Bezeichnung für Braunbären. Der Name fand die Zustimmung der beiden.
Nach zwei sportlich enttäuschenden Jahren zu Beginn, nutzte Art Ross die Chance, die sich ihm durch die Pleite der Western Canada Hockey League bot. Er verpflichtete einige Spieler, darunter Verteidiger Eddie Shore der im Laufe der Zeit zum ersten Star der Bruins wurde. Das Team schaffte zum ersten Mal den Sprung in das Stanley-Cup-Finale. Noch unterlagen sie, aber zwei Jahre später konnten die Bruins zum ersten Mal den Cup mit nach Boston nehmen. Neben Shore waren Dit Clapper und Torhüter Tiny Thompson weitere Stars des Teams. Nicht nur die Mannschaft war zu dieser Zeit in bester Verfassung, auch das neue Stadion, der Boston Garden, war Grund zum Stolz.
In den 1930er-Jahren kamen noch Babe Siebert und Cooney Weiland als weitere Stars zum Team, doch erst nachdem Ross Goalie Thompson nach Montreal abgegeben hatte und somit Platz für den jungen Frank Brimsek machte, konnte der zweite Stanley-Cup-Gewinn gefeiert werden. Mr. Zero, wie Brimsek genannt wurde, brachte die gegnerischen Angreifer zur Verzweiflung, während im Angriff die Kraut Line mit Milt Schmidt, Bobby Bauer und Woody Dumart sowie Bill Cowley wirbelten. Mit Cooney Weiland als Coach gelang es den dominanten Bruins 1941 noch ein drittes Mal den Stanley Cup zu gewinnen, doch es sollte für viele Jahre der letzte Cup-Gewinn sein.

### Zweiter Weltkrieg und die Zeit der „Original Six“ (1941 bis 1967)
Der Zweite Weltkrieg traf vermutlich kein anderes Team so hart wie die Bruins. Brimsek und die drei Spieler der Kraut Line zogen in den Krieg und verpassten so die vermutlich besten Jahre ihrer Karriere. Entsprechend wenig erfolgreich waren die Bruins in den folgenden Jahren.
Neben Cowley und dem aus Toronto gekommenen Busher Jackson, setzte man die Hoffnungen auf die „Sprout Line“ in der neben dem 17-jährigen Don Gallinger, der mit 16 Jahren jüngsten NHL-Spieler aller Zeiten Bep Guidolin stand. Die Bruins versuchten ihre Defizite in der Defensive durch Offensivspiel zu verdecken. Herb Cain stellte mit 82 Scorerpunkten eine neue Bestmarke auf. Zur Saison 1945/46 kehrten die Brimsek, Schmidt, Bauer und Dumart aus dem Krieg zurück. Dit Clapper übernahm als Spielertrainer das Team von Art Ross. Die Rückkehrer führten das Team wieder an die Spitze der Liga, man erreichte die Finals, unterlag dort jedoch den Montréal Canadiens. Seit 1946 wurden die Spieler der Bruins im Radio übertragen. Bei den Bruins sperrte man zum Jahresbeginn 1947 die Nummer 2 von Eddie Shore und sechs Wochen später Clappers Nummer 5. Die Saison 1947/48 wurde von einem Wettskandal überschattet. Don Gallinger, einer der besten Angreifer der Bruins hatte mit Buchmachern zusammengearbeitet. Auch wenn er nur auf Siege der Bruins gewettet hatte, wurde er lebenslang suspendiert.
Zur Feier des 25-jährigen Bestehens der Bruins trugen die Bruins erstmals das noch heute bekannte B auf ihrem Trikot. Die Vereinsführung war mittlerweile auf den Sohn von Charles Adams, Weston Adams übergegangen, doch dieser war in finanziellen Schwierigkeiten. So konnte Walter A. Brown der Besitzer der Boston Celtics 1951 das Team übernehmen. Am 1. November 1952 wurde ein Spiel mit den Bruins im Fernsehen übertragen. Zwischen 1952 und 1958 erreichten die Bruins sechsmal die Playoffs, dreimal scheiterten sie in der ersten Runde an den Canadiens, in den anderen drei Jahren erreichten sie die Finals, wo sie jedes Mal auf die Canadiens treffen immer unterliegen. 1958 debütierte mit Willie O’Ree der erste Farbige in der NHL.
Die 1960er-Jahre begannen mit einem spielerischen Einbruch. Von 1960 bis 1967 waren die Bruins nur einmal nicht Letzter in der regulären Saison, doch die Unterstützung der Fans blieb ungebrochen. In der Saison 1960/61 vertrat Jerry Toppazzini in einem Spiel für fünf Minuten den verletzten Torhüter Don Simmons. Er war der letzte Feldspieler, der einen Torwart vertrat. Das Farmteamsystem der Bruins war nicht so ausgeprägt wie bei den anderen Teams. Mit Tommy Williams, der 1960 bei den Olympischen Spielen in Squaw Valley die Goldmedaille gewonnen hatte, stand 1962 der einzige amerikanische Spieler der NHL in den Reihen der Bruins. Mit 21 Toren stellte er einen Rekord für in den Vereinigten Staaten geborene Spieler auf. 1964, nach dem Tod von Walter A. Brown, kaufte Weston Adams die Bruins zurück und begann das Team zu erneuern. Mit Harry Sinden holte man aus dem Farmteamsystem einen neuen Trainer. In die letzte Saison der „Original Six“-Ära gingen die Bruins mit einem jungen Verteidiger, der die Fans der Bruins spüren ließ, dass das Herz der Mannschaft noch schlug.

### Orr, Esposito und die Expansion (1967 bis 1979)
Die Liga öffnete sich 1967 für sechs neue Teams und mit dem Wandel der Liga wandelte sich auch der ehemalige Prügelknabe zu einem Topteam. Neben Bobby Orr, dem vielleicht besten Verteidiger der je in der NHL spielte, war eines der einseitigsten Tauschgeschäfte der NHL-Geschichte Grund für den schnellen Aufstieg. Von den Chicago Blackhawks waren Phil Esposito, Ken Hodge und Fred Stanfield gekommen. Ein Jahr nach Orr wurde mit Derek Sanderson erneut ein Spieler aus Boston zum besten Rookie der NHL gewählt. Die Saison 1968/69 brachte eine Reihe von Rekorden: Esposito war der erste Spieler, der es in einer Saison auf über 100 Punkte brachte. Auch Bobby Orr übertraf die bisherigen Bestleistungen für Verteidiger. Mit 99 Punkten in der Saison 1969/70 stellten die Bruins eine bisherige Bestleistung ein. Nach einer souveränen Leistung in den Playoffs trafen sie in den Finals auf die St. Louis Blues. Die Blues waren das dritte Mal in Folge in der Endspielserie, doch wie schon in den beiden Vorjahren unterlagen sie auch gegen die Bruins in nur vier Spielen. So konnten die Bruins nach 29 Jahren den Stanley Cup endlich wieder nach Boston holen. Der erfolgreiche Trainer, Harry Sinden, verließ das Team nach diesem Erfolg.
Im darauf folgenden Jahr dominierten die Bruins die reguläre Saison nach Belieben. Unter den Top-zehn-Scorern waren sieben Spieler der Bruins. Doch eine Niederlage im zweiten Playoff-Spiel gegen die Canadiens nach einer 5:1-Führung brachte die Bruins aus dem Tritt und so gelang ihnen die sicher geglaubte Titelverteidigung nicht. Weiterhin angeführt von Esposito und Orr erreichten die Bruins in der Saison 1971/72 wieder die Finals. Der Gegner waren dieses Mal die New York Rangers. Wie zwei Jahre zuvor war es erneut Bobby Orr, der das entscheidende Tor zum Stanley-Cup-Gewinn erzielte.
Die neu gegründete WHA machte den Bruins zu schaffen. Weniger weil man mit den New England Whalers einen Lokalrivalen bekommen hatte, vielmehr die gut dotierten Angebote, die Spieler wie Sanderson, Hodge und Cheevers zu einem Wechsel bewegten, bereiteten Harry Sinden Kopfzerbrechen. Er hatte im Sommer Milt Schmidt als General Manager abgelöst. In der Saison 1973/74 debütierte mit Ross Brooks ein 36 Jahre alter Torwart, der 14 Spiele in Folge gewinnen konnte. Bobby Orr demonstrierte seine Stärke in einem Spiel gegen die Rangers, bei dem er sieben Punkte beisteuerte. Mit 145 Punkten führte Phil Esposito zum vierten Mal in Folge die Scorerliste der NHL an.
Der Umbau des Teams begann im Laufe der Saison 1975/76 unter Don Cherry, der mehr Härte in Bostons Spiel brachte. Für Esposito kamen von den New York Rangers mit Brad Park und Jean Ratelle ein starker Verteidiger und der Topscorer der kommenden Jahre. Bobby Orr konnte auf Grund einer Knieverletzung nur zehn Spiele bestreiten. Johnny Bucyk erzielte sein 500stes Tor. In die Saison 1976/77 gingen die Bruins ohne Orr, der nach Chicago gewechselt war. Auch Ken Hodge hatte das Team in Richtung New York Ranges verlassen. Für ihn kam mit Rick Middleton ein zukünftiger Star. Mit Matti Hagman stand erstmals ein Spieler im Kader der Bruins, der in Europa das Eishockeyspielen gelernt hatte. Die Bruins erreichten die Finals, unterlagen dort aber den Canadiens. Erstmals in der Geschichte der NHL schaffte es Terry O’Reilly in der Saison 1977/78 mit über 200 Strafminuten unter die besten 10 Scorer der NHL. Nur ein Playoffspiel hatten die Bruins vor den Final verloren, doch erneut war dort Montreal ein zu starker Gegner. Am 9. Januar 1979 ehrten die Bruins Bobby Orr, indem sie sein Trikot mit der Nummer 4 nie mehr vergeben. Im Halbfinale schieden die Bruins wieder gegen ihren Angstgegner aus Montreal aus. Ein Wechselfehler in der Nachspielzeit des siebten Spiel war für das Ausscheiden verantwortlich. General Manager Harry Sinden entließ daraufhin Trainer Cherry.

### 1980er- und 1990er-Jahre
Beim NHL Entry Draft 1979 holten die Bruins mit Ray Bourque einen Spieler, der sich zum Aushängeschild der Bruins entwickeln sollte. Gleich in seiner ersten Saison mit den Bruins brachte er es auf 65 Punkte, mehr als je ein Verteidiger vor ihm in seiner ersten Saison erreicht hatte. Am 13. März 1980 ehrten die Bruins Johnny Bucyk, dessen Trikot mit der Nummer 9 gesperrt wurde. Topscorer in den frühen 1980ern war Rick Middleton, der als erster Spieler seit Phil Esposito über 50 Tore für Boston erzielen konnte.
Einen starken Einstand hatte Barry Pederson, der als Rookie mit 44 Toren eine Bestmarke für Rookies aufstellte. In der Saison 1982/83 holte man mit Pete Peeters einen neuen Torwart von den Philadelphia Flyers. Er blieb in 31 aufeinanderfolgenden Spielen ungeschlagen und hatte damit großen Anteil daran, dass die Bruins als bestes Team die reguläre Saison beendeten. In den Playoffs scheiterten sie jedoch an den zu dieser Zeit überragenden New York Islanders, die zum vierten Mal in Folge den Stanley Cup gewinnen konnten. Zur Saison 1983/84 führte die NHL bei einem Unentschieden in der regulären Saison wieder eine Overtime ein. Den ersten Sieg in der Nachspielzeit für die Bruins sicherte Rick Middleton. Erst als sechster Verteidiger der NHL-Geschichte erzielte Ray Bourque über 30 Tore in einer Saison.
In der Saison 1985/86 wurden die Bruins von Verletzungssorgen geplagt. Middleton, der in dieser Spielzeit das 400. Tor seiner Karriere erzielt hatte, wurde durch eine Gehirnerschütterung am Spielen gehindert. In der Verteidigung war die Not so groß, dass Assistenztrainer Mike Milbury für 22 Spiele in den Kader rückte. Nach Ende der Saison glaubte GM Sather, dass Barry Pederson schon am Anfang seiner Karriere seinen Zenit erreicht hatte und gab ihn an die Vancouver Canucks ab. Als Preis für den jungen Angreifer erhielten die Bruins mit Cam Neely einen weiteren Star und ein Draftrecht, mit dem die Bruins mit Glen Wesley ihre Abwehr weiter stärken konnten. Neely war mit seinem körperbetonten Spiel ein Vorbild für eine ganze Stürmergeneration. Gleich in seiner ersten Saison belegte er hinter Bourque Platz zwei in der Scorerliste des Teams. Am 3. Dezember 1987 tauschte Ray Bourque sein Trikot mit der Nummer 7 gegen die Nummer 77, da man die 7 zu Ehren von Phil Esposito sperrte. Jay Miller stellte mit 302 Strafminuten einen Rekord bei den Bruins auf. In den Playoffs konnte man erstmals seit 45 Jahren eine Serie gegen die Montréal Canadiens gewinnen. So erreichten die Bruins wieder die Finals. Hier sorgte bei den Bruins vor allem ein Stromausfall im vierten Spiel für Aufsehen. Sportlich hatte man den Edmonton Oilers um Wayne Gretzky nichts entgegenzusetzen und unterlag, ohne ein Spiel zu gewinnen.
Verstärkt mit Craig Janney und Bobby Carpenter gelang dem Team in der Saison 1989/90 erneut der Finaleinzug, doch auch dieses Mal war Edmonton nicht zu besiegen. In der regulären Saison überzeugte das Torwartduo mit Reggie Lemelin und Andy Moog und ließ mit 232 die wenigsten Gegentore in der NHL zu. Im Jahr darauf stand mit Vladimír Růžička erstmals ein Spieler aus einem ehemals kommunistischen Staat im Kader der Bruins. 1991 und 1992 unterlag man dem späteren Stanley Cup Sieger, den Pittsburgh Penguins. Im Kader stand nun auch Adam Oates, den man für Janney aus St. Louis geholt hatte. Ein weiterer Hoffnungsträger war Joé Juneau, der als Rookie mit 70 Vorlagen einen Rekord aufstellte. Oft musste man jedoch auf Cam Neely verzichten, der verletzungsbedingt über weite Strecken ausfiel. Pech hatte man mit der Verpflichtung von Al Iafrate. Für Juneau hatte man ihn aus Washington geholt, doch nach Ende der Saison verpasste er verletzungsbedingt die nächsten beiden Spielzeiten. Das Team fand 1995 eine neue Heimat im Fleet Center, auch wenn viele Fans dem legendären Boston Garden nachweinten.
Große Hoffnung hatte man auf Kevin Stevens gesetzt, der 1995 aus Pittsburgh gekommen war, doch schon nach drei Monaten trennte man sich vom enttäuschenden Angreifer. Für ihn kam Rick Tocchet. Als man ihn zusammen mit Oates und Torwart Bill Ranford nach Washington abgab, nutzte Jozef Stümpel die Chance und wurde der erste europäische Topscorer der Bruins. Dieser Umbau ging nicht spurlos am Team vorbei. In der Saison 1996/97 endete daher eine Serie, die es so in Nordamerika noch nicht gegeben hatte. Nach 30 Jahren verpassten die Bruins zum ersten Mal die Playoffs.
Aus Washington waren mit Jim Carey, Anson Carter und Jason Allison drei junge Spieler gekommen. Während Carey enttäuschte, entwickelte sich Carter gut. Allison, der bei den Capitals als ewiges Talent galt, schaffte bei den Bruins den Durchbruch. Durch die schwache Vorsaison durften die Bruins beim NHL Entry Draft 1997 als Erste auswählen und holten mit Joe Thornton einen zukünftigen Star des Teams. Doch anfangs tat er sich schwer, den Erwartungen gerecht zu werden. Neben Allison war Dmytro Chrystytsch Topscorer des Teams. Während man auf Thorntons Durchbruch wartete, spielte sich mit Sergei Samsonow ein anderer Rookie ins Rampenlicht.

### Das neue Jahrtausend
Nach einem enttäuschenden Start in das neue Jahrtausend erreichten die Bruins erst in der Saison 2001/02 wieder die Playoffs. Erstmals seit 1993 schaffte das Team um Joe Thornton, Sergei Samsonow, Brian Rolston und Glen Murray die Saison als Tabellenführer ihrer Conference zu beenden. Als beste Mannschaft der Vorrunde im Osten gelang es ihnen jedoch nicht, diese Leistung in den Playoffs fortzusetzen. In der ersten Runde scheiterten sie an den Montréal Canadiens. In der Saison 2002/03 kamen fünf unterschiedliche Torhüter zum Einsatz, von denen keiner überzeugte. Daher verpflichtete das Management zur Saison 2003/04 mit Félix Potvin einen erfahrenen Torhüter, der zu Beginn mit starken Leistungen überzeugte. Nachdem seine Leistungen im Laufe der Saison jedoch nachließen, rückte Nachwuchstorhüter Andrew Raycroft auf die Position des Stammtorhüters. Er zeigte die Leistung, welche man sich von Potvin versprochen hatte. Hierfür erhielt er am Ende der Saison die Calder Memorial Trophy als bester Rookie der NHL. Boston wurde erneut Divisionssieger, doch in den Playoffs scheiterte die Mannschaft in der ersten Runde abermals gegen die Montréal Canadiens.

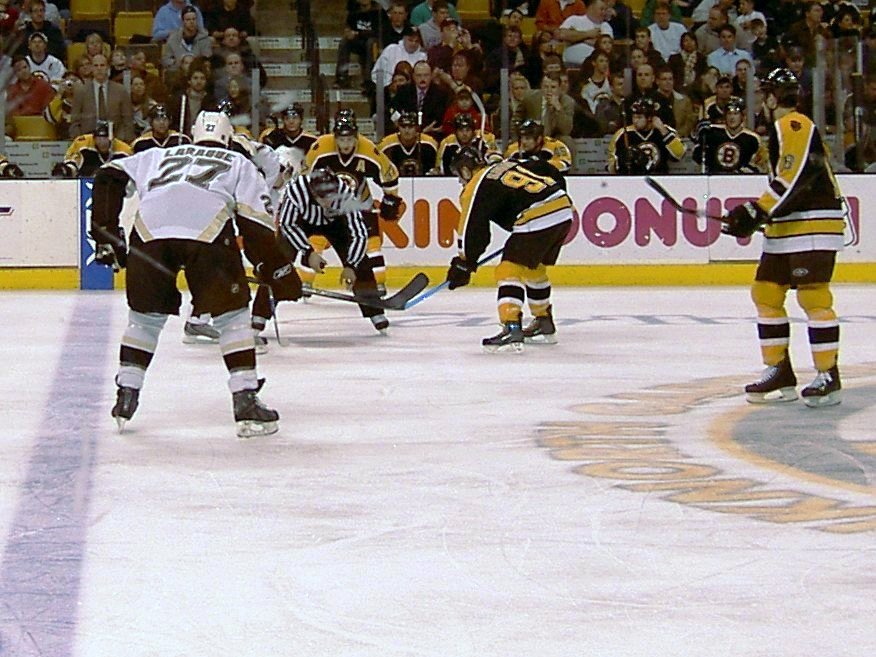
Marc Savard beim Bully vor der Bank der Bruins bei einem Heimspiel gegen Pittsburgh

Nach der aufgrund eines Lockouts ausgefallenen Saison 2004/05 verpflichteten die Bruins mit Alexei Schamnow und Brian Leetch routinierte Spieler. Die größte Veränderung folgte im Laufe der Saison, als Joe Thornton an die San Jose Sharks abgegeben wurde. Im Gegenzug kamen der Deutsche Marco Sturm, Brad Stuart und Wayne Primeau. Für dieses Transfergeschäft erntete General Manager Mike O’Connell sowohl von den Medien als auch von den Fans herbe Kritik, da mit Thornton die langjährige Identifikationsfigur und der beste Spieler des Teams abgegeben wurde und die Bruins keinen gleichwertigen Ersatz erhalten hatten. Auch Sergei Samsonow wurde abgegeben. Der erhoffte Erfolg stellte sich nicht ein und das Team verpasste die Playoffs deutlich.
Als Folge wurde Peter Chiarelli als General Manager verpflichtet und die Trainerposition mit Dave Lewis besetzt, der zuvor als Assistenztrainer der Detroit Red Wings dreimal den Stanley Cup gewonnen hatte. Im NHL Entry Draft 2006 wählten sie in der ersten Runde den 18-jährigen Stürmer Phil Kessel aus, der sofort einen NHL-Vertrag erhielt. Mit Zdeno Chára und Marc Savard wurden ein erfahrener Verteidiger und ein Spielmacher verpflichtet.
Die Saison 2006/07 begannen die Bruins schwach, stabilisierten sich aber in den nächsten Monaten etwas. Im Dezember gab Phil Kessel bekannt, dass bei ihm Hodenkrebs diagnostiziert wurde, doch bereits im Januar kehrte er aufs Eis zurück. Sportlich verlief die Saison nach dem Jahreswechsel enttäuschend, woran auch einige Spielertransfers nichts änderten. Am Ende der Saison stand Boston auf dem letzten Platz der Division.
Mit Claude Julien wurde erneut ein neuer Trainer verpflichtet. Das Team um Savard, Sturm und Chara, in dem nun Manny Fernandez im Tor stand, erreichte in Saison 2007/08 als achtplatziertes Team knapp die Playoffs. In der ersten Runde traf das Team wieder auf die Montréal Canadiens und trotz einer ansprechenden Leistung unterlag die Mannschaft in sieben Spielen wie so oft gegen die Canadiens.
In der Saison 2008/09 gewann das Team erstmals seit der Saison 1989/90 wieder die Eastern Conference. Nach einem Erstrundensieg über den Rivalen aus Montréal in vier Spielen unterlag die Mannschaft in der darauffolgenden Runde den Carolina Hurricanes in sieben Begegnungen.
Zwei Saisonen später wurde der sechste Stanley Cup und der erste seit 1972 errungen. Erfolgreichste Spieler in den Playoffs waren neben Topscorer David Krejčí und MVP Tim Thomas auch Patrice Bergeron und Kapitän Zdeno Chára.

## Spielstätten, Zuschauer und Eintrittspreise
| Saison  | Zuschauerschnitt | Durchschnittlicher Eintrittspreis |
| 2006/07 | 16.764           | $ 56,44                           |
| 2005/06 | 16.211           | $ 53,05                           |
| 2004/05 | -                | -                                 |
| 2003/04 | 15.070           | $ 54,10                           |
| 2002/03 | 15.029           | $ 51,37                           |
| 2001/02 | 15.403           | $ 49,29                           |
| 2000/01 | 15.432           | $ 49,36                           |
| 1999/00 | 16.323           | $ 49,22                           |
| 1998/99 | 16.300           | $ 47,50                           |
| 1997/98 | 15.098           | $ 48,17                           |
| 1996/97 | 15.551           | $ 52,58                           |
| 1995/96 | 17.361           | $ 52,58                           |
| 1994/95 | 14.301           | $ 40,84                           |
| 1993/94 | 14.073           |                                   |
| 1992/93 | 14.233           |                                   |
| 1991/92 | 14.276           |                                   |
| 1990/91 | 14.340           |                                   |
| 1989/90 | 14.314           |                                   |

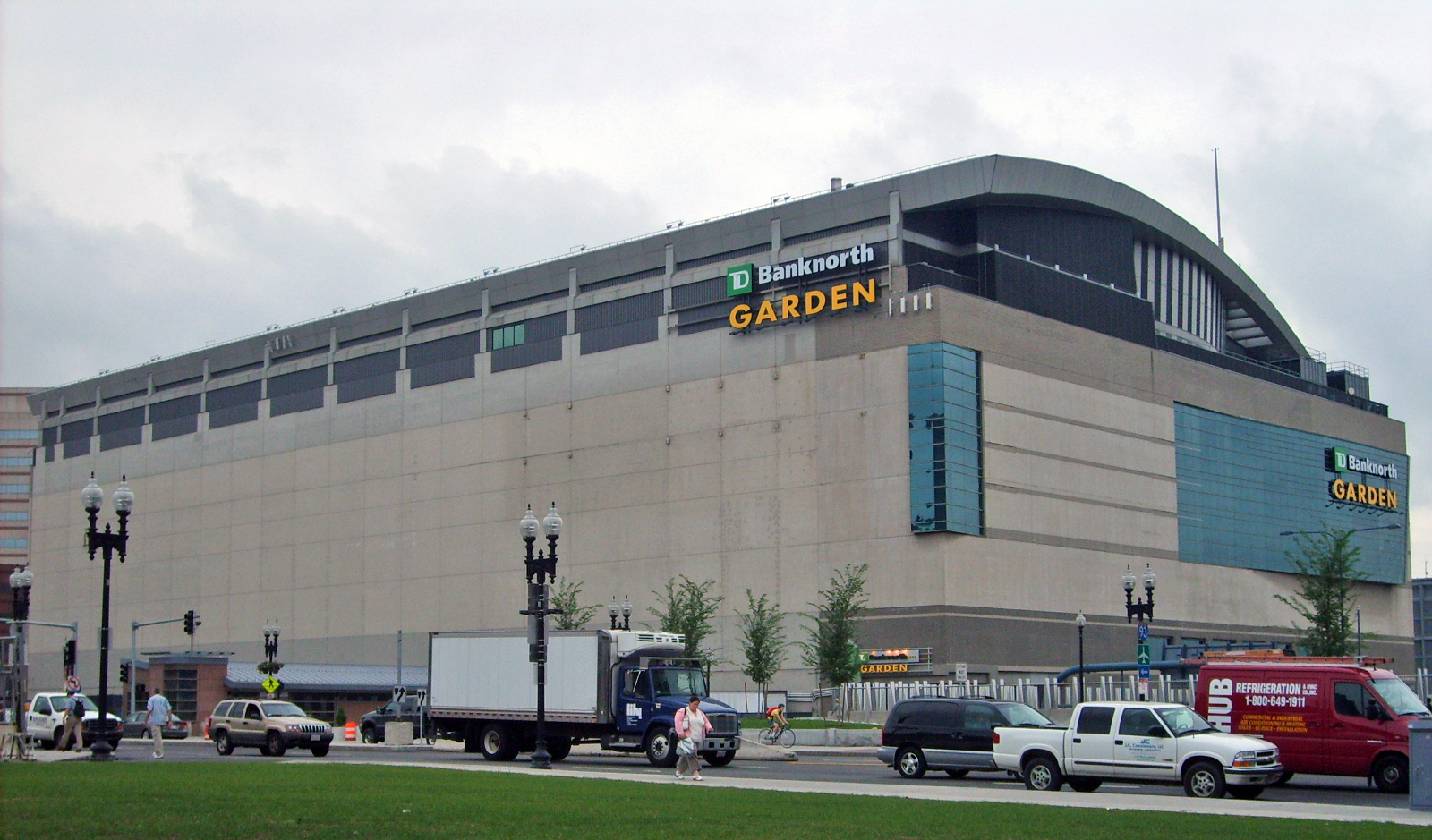
Der TD Banknorth Garden

Bis 1928 spielten die Bruins in der fast 6.000 Zuschauer fassenden Boston Arena, die bereits 1910 eröffnet worden war.
Das Stadion war für Anforderungen der Zeit nicht mehr ausreichend und so erbaute man nach Plänen von Boxpromoter Tex Rickard der bereits den Madison Square Garden in New York entworfen hatte, den Boston Garden der anfänglich „Boston Madison Square Garden“ heißen sollte. Mit einer Kapazität von 14.890 Zuschauern war er die Heimat, die sich die Bruins gewünscht hatten. Die Lage des Stadions war ideal, da es sehr nah am Zentrum und direkt an der Boston North Station eine Knotenpunkt für den öffentlichen Verkehr lag. Über 60 Jahre spielten die Bruins in diesem Stadion und feierten dort ihre größten Erfolge, sodass noch vieler Erinnerungen der Fans in und um Boston an der alten Spielstätte hängen. Den Zuschauerrekord stellte man etwas unfreiwillig schon im November 1928 auf. Der Andrang bei einem Spiel gegen die Montréal Canadiens war so groß, dass die Ordner die Kontrolle über die Türen verloren und das Stadion mit geschätzten 17.000 Zuschauern überfüllt war. Auch die Bruins, die in dieser Saison den Stanley Cup gewinnen konnten, verloren an diesem Abend mit 1:0. Im Boston Garden hatte die Bruins Anfang der 1990er-Jahre einen Zuschauerschnitt von über 14.000. Das Stadion war damit mit etwa 95 Prozent ausgelastet. Der Eintrittspreis lag in der letzten Saison im alten Stadion bei moderaten 40,83 Dollar.
1995 musste das alte Gebäude jedoch geschlossen werden und wurde drei Jahre später abgerissen. Als neue Heimstätte der Bruins wurde neben dem Garden der Fleet Center errichtet, der heute TD Banknorth Garden heißt und eine Zuschauerkapazität von 17.565 Zuschauern hat. Das neue Stadion lockte anfangs viele Zuschauer an und so stieg der Zuschauerschnitt in der ersten Saison auf 17.361. Zum einen gab es nun, wie von den Vereinen gewünscht, mehr teure Plätze, aber auch den höheren Komfort ließ man sich bezahlen und so stieg der durchschnittliche Eintrittspreis auf 52,58 Dollar. Nachdem die anfängliche Neugier abgeebbt war, ging der Zuschauerschnitt zurück und die Verantwortlichen reduzierten auch die Eintrittspreise. Im Jahr nach der Streiksaison merkte man noch einmal einen deutlichen Zuschauerzuwachs, aber nach schwachen Leistungen ging die Nachfrage und der Saison 2006/07 wieder merklich zurück. Der Ticketpreis entwickelte sich auch weiter nach oben und ist nun mit 56,44 Dollar im oberen Feld der NHL.

## Farmteams
Zu den Bruins, wie zu allen anderen NHL-Teams, gehört auch eine Mannschaft in niederklassigeren Ligen, ein sogenanntes Farmteam. Im Falle der Bruins sind dies seit 1992 die Providence Bruins in der American Hockey League.
Die Farmteams werden in der NHL oft dazu benutzt, die Nachwuchsspieler und Rookies auf die „richtigen“ NHL-Spiele vorzubereiten.
Den Nachwuchs beziehen die Bruins dabei, wie die anderen Vereine, vor allem über den NHL Entry Draft, über den alljährlich die vielversprechendsten Nachwuchsspieler in die Liga gelangen.
Die Farmteams der Boston Bruins seit 1959:
| Zeitraum  | Mannschaft              | Liga |
| 1959–1963 | Kingston Frontenacs     | EPHL |
| 1963–1965 | Minneapolis Bruins      | EPHL |
| 1965–1968 | Oklahoma City Blazers   | CPHL |
| 1969–1970 | Salt Lake Golden Eagles | WHL  |
| 1969–1972 | Oklahoma City Blazers   | CHL  |
| 1969–1972 | Syracuse Blazers        | EHL  |
| 1969–1976 | Dayton Gems             | IHL  |
| 1969–1971 | Hershey Bears           | AHL  |
| 1971–1974 | Boston Braves           | AHL  |
| 1972–1974 | Cape Cod Cubs           | NAHL |
| 1973–1974 | San Diego Gulls         | WHL  |

| Zeitraum  | Mannschaft             | Liga |
| 1974–1977 | Binghamton Dusters     | NAHL |
| 1974–1980 | Rochester Americans    | AHL  |
| 1976–1977 | Columbus Owls          | IHL  |
| 1978–1979 | New Hampshire Freedoms | NEHL |
| 1979–1980 | Binghamton Dusters     | AHL  |
| 1980–1981 | Springfield Indians    | AHL  |
| 1980–1982 | Saginaw Gears          | IHL  |
| 1980–1981 | Erie Blades            | EHL  |
| 1981–1982 | Baltimore Skipjacks    | ACHL |
| 1982–1983 | Flint Generals         | IHL  |
| 1983–1985 | Hershey Bears          | AHL  |

| Zeitraum  | Mannschaft               | Liga |
| 1984–1985 | Indianapolis Checkers    | IHL  |
| 1985–1987 | Moncton Golden Flames    | AHL  |
| 1985–1988 | Milwaukee Admirals       | IHL  |
| 1987–1992 | Maine Mariners           | AHL  |
| 1991–1993 | Johnstown Chiefs         | ECHL |
| seit 1992 | Providence Bruins        | AHL  |
| 1993–1998 | Charlotte Checkers       | ECHL |
| 1998–2002 | Greenville Grrrowl       | ECHL |
| 2009–2012 | Reading Royals           | ECHL |
| 2012–2015 | South Carolina Stingrays | ECHL |
| 2015–2021 | Atlanta Gladiators       | ECHL |
| seit 2021 | Maine Mariners           | ECHL |

## Besitzer und Wirtschaftliche Entwicklung
| Saison  | Wert                      | Umsatz                    | Gewinn/Verlust            |
| 1997/98 | 185                       | 66,1                      | 18,0                      |
| 1998/99 | 197                       | 70,5                      | 10,1                      |
| 1999/00 | 217                       | 80,7                      | 15,9                      |
| 2000/01 | 230                       | 80,0                      | 10,5                      |
| 2001/02 | 243                       | 87,0                      | 6,7                       |
| 2002/03 | 223                       | 84,0                      | 2,8                       |
| 2003/04 | 236                       | 95,0                      | 2,3                       |
| 2004/05 | keine Daten wegen Lockout | keine Daten wegen Lockout | keine Daten wegen Lockout |
| 2005/06 | 235                       | 86,0                      | 4,8                       |
| 2006/07 | 243                       | 87,0                      | −0,6                      |

* Alle Angaben in Millionen US-Dollar
Derzeitiger Besitzer der Bruins ist Jeremy Jacobs, der CEO der Delaware North Companies. Seit Juni 2007 ist er der Vorsitzende des NHL Board of Governors, der Vereinigung der Teambesitzer der Liga.

### Wirtschaftliche Entwicklung
Während der Saison 1997/98 hatten die Boston Bruins Einnahmen in Höhe von 66,1 Millionen US-Dollar, ihr Gewinn von 18,0 Millionen US-Dollar war der größte der NHL. Mit 185 Millionen US-Dollar war das Team aus Boston die drittwertvollste Franchise der Liga. Bis zum Spieljahr 2000/01 entwickelte sich der Wert auf 230 Millionen US-Dollar, auch wenn der dritte Platz eingebüßt wurde. Im Folgejahr fiel der Gewinn erstmals unter zehn Millionen US-Dollar.
Die folgende Saison 2002/03 war wirtschaftlich ein Rückschlag, der Wert der Franchise war erstmals rückläufig und lag mit 223 Millionen US-Dollar knapp 10 Prozent unter dem Vorjahreswert. Im Jahr darauf konnte das Franchise nach einer deutlichen Umsatzsteigerung auf 95 Millionen US-Dollar im Wert wieder steigen.
Nach dem Ausfall der Saison 2004/05 hielten die Bruins ihren Wert weitestgehend konstant und konnten den Gewinn mehr als verdoppeln. In der Spielzeit 2006/07 hatte das schlechte sportliche Abschneiden auch wirtschaftliche Konsequenzen. Erstmals wurde mit 600.000 US-Dollar ein Verlust erzielt.

## Diverses

### Inoffizielle Vereinshymne
Die Ventures „instrumental rock“-Version der Nussknacker-Ouvertüre, bekannt als „Nutty“, ist so etwas wie die inoffizielle Vereinshymne der Boston Bruins. „Nutty“ wurde auch von der Bostoner Folk-Punk-Band „Dropkick Murphys“ gecovert, die der Mannschaft auch das Lied „Time to go“ gewidmet hat.

## Erfolge und Ehrungen

### Sportliche Erfolge
| Stanley Cups                                         | |
| Saison                                               | |
| 1928/29, 1938/39, 1940/41, 1969/70, 1971/72, 2010/11 | |
| Presidents’ Trophies                                 | |
| Saison                                               | |
| 1989/90, 2013/14, 2019/20, 2022/23                   | |
| Conference Championships                             | Saison |
| Prince of Wales Trophy                               | 1927/28, 1928/29, 1929/30, 1930/31, 1932/33, 1934/35, 1937/38, 1938/39*, 1939/40*, 1940/41*, 1970/71, 1971/72, 1973/74, 1987/88, 1989/90, 2010/11 2012/13, 2018/19 |
| Division Championships                               | Saison |
| Eastern Division                                     | 1970/71, 1971/72, 1973/74 |
| Adams Division                                       | 1975/76, 1976/77, 1977/78, 1978/79, 1982/83, 1983/84, 1989/90, 1990/91, 1992/93                                                                                    |
| Northeast Division                                   | 2001/02, 2003/04, 2008/09, 2010/11, 2011/12 |
| Atlantic Division                                    | 2013/14, 2019/20, 2022/23 |

* In der Zeit der „Original Six“ wurde in nur einer Division gespielt. Das
beste Team der regulären Saison erhielt die Prince of Wales Trophy.

### Spielertrophäen
Art Ross Trophy (bzw. Topscorer vor 1948): Als Art Ross noch Trainer der Bruins war und der beste Scorer einer Saison hierfür noch keine Trophäe erhielt, führten viermal Spieler der Bruins die Scorerliste der NHL an. Nach längerer Durststrecke dominierten die Bruins ab 1969 diese Wertung. Phil Esposito war der erste Spieler, der über 100 Scorerpunkte erreichte, im Jahr darauf war Bobby Orr der erste Verteidiger, der Topscorer wurde. Esposito stellte den Rekord von Gordie Howe ein, indem er diese Trophäe fünfmal gewinnen konnte. Gut 30 Jahre später verließ Joe Thornton im Laufe der Saison 2005/06 die Bruins und wurde bei seinem neuen Team bester Scorer der Liga. Auch seine Punkte aus den Spielen, die er in der Spielzeit noch für Boston bestritten hatte, halfen mit Topscorer des Jahres zu werden.
- 1929/30 – Cooney Weiland
- 1939/40 – Milt Schmidt
- 1940/41 – Bill Cowley
- 1943/44 – Herb Cain
- 1968/69 – Phil Esposito
- 1969/70 – Bobby Orr
- 1970/71 – Phil Esposito
- 1971/72 – Phil Esposito
- 1972/73 – Phil Esposito
- 1973/74 – Phil Esposito
- 1974/75 – Bobby Orr
- 2005/06 – Joe Thornton*

(* wechselte während der Saison 2005/06 zu den San Jose Sharks)
Bill Masterton Memorial Trophy: Der erste Gewinner der Bruins, Charlie Simmer, erreichte nach überstandener Verletzung 60 Punkte. Gord Kluzak und Cam Neely kehrten nach vielen schweren Verletzungen zurück aufs Eis und wurden dafür geehrt. Beide beendeten jedoch bald nach der Ehrung ihre Karriere in Folge dieser Verletzungen. Phil Kessel wurde für seine Rückkehr nach einer überstandenen Krebserkrankung geehrt.
- 1985/86 – Charlie Simmer
- 1989/90 – Gord Kluzak
- 1993/94 – Cam Neely
- 2006/07 – Phil Kessel

Calder Memorial Trophy: Immer wieder stellten die Bruins den besten Rookie des Jahres. Ende der 1960er-Jahre gelang ihnen dies sogar zweimal in Folge. Bobby Orr und Derek Sanderson konnten dann gemeinsam mithelfen, die Bruins in glorreiche Zeiten zu führen.
- 1938/39 – Frank Brimsek
- 1949/50 – Jack Gelineau
- 1956/57 – Larry Regan
- 1966/67 – Bobby Orr
- 1967/68 – Derek Sanderson
- 1979/80 – Ray Bourque
- 1997/98 – Sergei Samsonow
- 2003/04 – Andrew Raycroft

Conn Smythe Trophy: Seit Einführung dieser Trophäe gewannen die Bruins dreimal den Stanley Cup. In den ersten beiden Spielzeiten wurde Bobby Orr als bester Spieler der Playoffs ausgezeichnet.
- 1969/70 – Bobby Orr
- 1971/72 – Bobby Orr
- 2010/11 – Tim Thomas

Frank J. Selke Trophy: Lange Zeit gelang es lediglich Steve Kasper als bester defensiv ausgerichteter Angreifer geehrt zu werden. In den Jahren 2012, 2014, 2015, 2017, 2022 und 2023 wurde sechsmal Patrice Bergeron ausgezeichnet.
- 1981/82 – Steve Kasper
- 2011/12 – Patrice Bergeron
- 2013/14 – Patrice Bergeron
- 2014/15 – Patrice Bergeron
- 2016/17 – Patrice Bergeron
- 2021/22 – Patrice Bergeron
- 2022/23 – Patrice Bergeron

Hart Memorial Trophy: Zur Zeit von Eddie Shore gab es noch keine Auszeichnung für den besten Verteidiger. Viermal in Folge wurde er als wertvollster Spieler der NHL gewählt. Er war der erste Verteidiger, dem diese Ehre zuteilwurde. Viermal hatte kein Spieler vor Shore diese Auszeichnung erhalten. Mit Bill Cowley erhielt kurz danach ein weiterer Spieler der Bruins zweimal diese Auszeichnung. Auch Phil Esposito und Bobby Orr konnten diese Trophäe mehrfach gewinnen.
- 1932/33 – Eddie Shore
- 1934/35 – Eddie Shore
- 1935/36 – Eddie Shore
- 1937/38 – Eddie Shore
- 1940/41 – Bill Cowley
- 1942/43 – Bill Cowley
- 1950/51 – Milt Schmidt
- 1968/69 – Phil Esposito
- 1969/70 – Bobby Orr
- 1970/71 – Bobby Orr
- 1971/72 – Bobby Orr
- 1973/74 – Phil Esposito
- 2005/06 – Joe Thornton*

(* wechselte während der Saison 2005/06 zu den San Jose Sharks)
Jack Adams Award: Vier Trainer der Bruins wurden als beste Trainer der Saison ausgezeichnet. Don Cherry war erst der dritte Gewinner dieses Awards.
- 1975/76 – Don Cherry
- 1997/98 – Pat Burns
- 2008/09 – Claude Julien
- 2019/20 – Bruce Cassidy
- 2022/23 – Jim Montgomery

James Norris Memorial Trophy: Bobby Orr und Ray Bourque können für sich beanspruchen, die besten Verteidiger ihrer Zeit gewesen zu sein. Orr wurde achtmal in Folge als bester Verteidiger der NHL gewählt. Kein anderer Verteidiger erhielt die Trophäe so oft.
- 1967/68 – Bobby Orr
- 1968/69 – Bobby Orr
- 1969/70 – Bobby Orr
- 1970/71 – Bobby Orr
- 1971/72 – Bobby Orr
- 1972/73 – Bobby Orr
- 1973/74 – Bobby Orr
- 1974/75 – Bobby Orr
- 1986/87 – Ray Bourque
- 1987/88 – Ray Bourque
- 1989/90 – Ray Bourque
- 1990/91 – Ray Bourque
- 1993/94 – Ray Bourque
- 2008/09 – Zdeno Chára

King Clancy Memorial Trophy: Für ihre Führungsqualitäten auch abseits der Eisfläche wurden zwei Spieler der Bruins in aufeinanderfolgenden Spielzeiten ausgezeichnet.
- 1991/92 – Ray Bourque
- 1992/93 – Dave Poulin
- 2012/13 – Patrice Bergeron

Lady Byng Memorial Trophy: Für hohen sportlichen Standard und vorbildliches Benehmen wurden fünf Spieler der Bruins ausgezeichnet. Bobby Bauer war der erste von ihnen. Er erhielt diese Auszeichnung dreimal. Auch Johnny Bucyk bekam die Auszeichnung zweimal. Jean Ratelle kam erst im Laufe der Saison, in der er diese Auszeichnung gewann.
- 1939/40 – Bobby Bauer
- 1940/41 – Bobby Bauer
- 1946/47 – Bobby Bauer
- 1959/60 – Don McKenney
- 1970/71 – Johnny Bucyk
- 1973/74 – Johnny Bucyk
- 1975/76 – Jean Ratelle*
- 1981/82 – Rick Middleton

(* während der Saison 1975/76 von den New York Rangers verpflichtet)
Lester B. Pearson Award: Phil Esposito war der erste Spieler, der diese von der Spielergewerkschaft vergebenen Auszeichnung erhielt.
- 1970/71 – Phil Esposito
- 1972/73 – Phil Esposito
- 1974/75 – Bobby Orr

Lester Patrick Trophy:
- 1966/67 – Charles F. Adams
- 1967/68 – Walter A. Brown
- 1969/70 – Eddie Shore
- 1971/72 – Cooney Weiland
- 1976/77 – Johnny Bucyk
- 1977/78 – Phil Esposito
- 1978/79 – Bobby Orr
- 1995/96 – Milt Schmidt
- 1998/99 – Harry Sinden
- 2002/03 – Willie O’Ree
- 2002/03 – Ray Bourque

Mark Messier Leadership Award: Die seit 2007 jährlich vergebene Auszeichnung ehrt Spieler mit besonders herausragenden Führungsqualitäten.
- 2010/11 – Zdeno Chára
- 2020/21 – Patrice Bergeron

Maurice Richard Trophy: Die seit 1998 jährlich vergebene Auszeichnung zeichnet den besten Torjäger der Saison aus.
- 2019/20 – David Pastrňák

NHL Plus/Minus Award: Erst 1968 wurde diese Statistik offiziell ausgewiesen. Dallas Smith war der erste Gewinner dieser Wertung. In den ersten Jahren kam meist kein Spieler an Bobby Orr heran. Von 2009 bis 2014 ging die Trophäe, mittlerweile allerdings inoffiziell, viermal an die Bruins, davon zweimal an David Krejčí.
- 1967/68 – Dallas Smith
- 1968/69 – Bobby Orr
- 1969/70 – Bobby Orr
- 1970/71 – Bobby Orr
- 1971/72 – Bobby Orr
- 1973/74 – Bobby Orr
- 1974/75 – Bobby Orr
- 2008/09 – David Krejčí
- 2010/11 – Zdeno Chára
- 2011/12 – Patrice Bergeron
- 2013/14 – David Krejčí
- 2022/23 – Hampus Lindholm

Roger Crozier Saving Grace Award: Die Auszeichnung für den Torwart mit der besten Fangquote, der im Saisonverlauf mindestens 25 Partien der regulären Saison absolviert hat, wurde erstmals 2009 von einem Spieler der Bruins gewonnen, als sich Tim Thomas die Trophäe sicherte.
- 2008/09 – Tim Thomas
- 2009/10 – Tuukka Rask
- 2010/11 – Tim Thomas

Vezina Trophy: In den 1930er-Jahren wurde Tiny Thompson für den geringsten Gegentorschnitt ausgezeichnet. Auch seinem Nachfolger im Tor der Bruins, Frank Brimsek, gelang dies. Über 40 Jahre dauerte es, bis mit Pete Peters wieder einmal ein Torhüter der Bruins diese Auszeichnung erhielt.
- 1929/30 – Tiny Thompson
- 1932/33 – Tiny Thompson
- 1935/36 – Tiny Thompson
- 1937/38 – Tiny Thompson
- 1938/39 – Frank Brimsek
- 1941/42 – Frank Brimsek
- 1982/83 – Pete Peeters
- 2008/09 – Tim Thomas
- 2010/11 – Tim Thomas
- 2013/14 – Tuukka Rask
- 2022/23 – Linus Ullmark

William M. Jennings Trophy: Dreimal erhielt ein Torwartduo der Bruins die Auszeichnung für die wenigsten Gegentreffer in einer Saison.
- 1989/90 – Andy Moog, Réjean Lemelin
- 2008/09 – Tim Thomas, Manny Fernandez
- 2019/20 – Tuukka Rask, Jaroslav Halák
- 2022/23 – Linus Ullmark, Jeremy Swayman

### NHL All-Star Game-Nominierungen
Aus den Reihen der Bruins standen 55 Feldspieler und elf Torhüter im Kader eines der beiden All-Star-Teams. Dabei sind auch die drei Benefizspiele berücksichtigt, die vor der Einführung des NHL All-Star Game ausgetragen wurden. Die Feldspieler kamen zu 150 Einsätzen, bei denen ihnen 33 Tore und 64 Vorlagen gelangen. Die Torhüter bringen zusätzlich noch 15 Einsätze mit ein. Sechs Rookies der Bruins standen im Kader des YoungStars Game, das von 2002 bis 2009 ausgetragen wurde.
Abkürzungen: GP = Spiele, G = Tore, A = Vorlagen,
Pts = Punkte
| Name             | von – bis | GP | G | A  | Pts |
| Ray Bourque      | 1981–2000 | 18 | 4 | 13 | 17  |
| Phil Esposito    | 1969–1975 | 7  | 2 | 1  | 3   |
| Bobby Orr        | 1968–1975 | 7  | 1 | 2  | 3   |
| Johnny Bucyk     | 1963–1971 | 6  | 1 | 3  | 4   |
| Don McKenney     | 1957–1962 | 6  | 2 | 0  | 2   |
| Bill Quackenbush | 1949–1954 | 6  | 0 | 1  | 2   |
| Cam Neely        | 1988–1996 | 5  | 2 | 3  | 5   |
| Doug Mohns       | 1954–1962 | 5  | 1 | 0  | 1   |
| Fernie Flaman    | 1952–1959 | 5  | 0 | 0  | 0   |

Die mit Abstand meisten Nominierungen hatte Ray Bourque, der von 1981 an bei allen 18 All-Star-Spielen bis ins Jahr 2000 die Bruins vertrat. Der erste Vorläufer des NHL All-Star Games wurde infolge eines unglücklichen Ereignisses in der Geschichte der Bruins veranstaltet. Bostons Eddie Shore hatte Ace Bailey mit einem Check so schwer verletzt, dass dieser seine Karriere beenden musste. Daraufhin wurde das Ace Bailey Benefit Game, veranstaltet, bei dem erstmals ein All-Star Team der NHL auflief. Neben Shore waren mit Dit Clapper und Tiny Thompson zwei weitere Spieler der Bruins im Auswahlteam.
Das 1. National Hockey League All-Star Game fand 1947 statt und mit Frank Brimsek, Milt Schmidt, Woody Dumart und Bobby Bauer standen vier Spieler im Kader der All-Stars. Schmidt mit einer Vorlage und Bauer mit einer Strafzeit verewigten sich in den Statistikbüchern. Woody Dumart gelang beim 2. National Hockey League All-Star Game dann der erste Treffer für einen Spieler der Bruins.
In den ersten Jahren war der Stanley-Cup-Sieger immer Gastgeber des All-Star-Games. Oft war der Titelverteidiger auch Gegner des All-Star-Teams. Erst als diese Regelung aufgehoben wurde, konnten die Bruins den Titel gewinnen und waren dann 1971 auch erstmals Ausrichter des Events. Nachdem man in eine neue Halle umgezogen war, wurde 1996 zum zweiten Mal das All-Star-Game nach Boston vergeben.
Einige Spieler der Bruins halten auch Rekorde beim NHL All-Star Game oder waren daran beteiligt. Ray Bourque, der auch nach seinem Weggang aus Boston noch ein All-Star-Game für die Colorado Avalanche bestritt, nahm 19 Mal ohne Unterbrechung an einem All-Star-Game teil. Nur Gordie Howe kann auf mehr Teilnahmen zurückblicken, dies aber nicht ohne Unterbrechung. Adam Oates gelangen 1993 vier Vorlagen im ersten Drittel des Spiels. Nur 17 Sekunden waren im zweiten Drittel des All-Star Game 1999 vergangen als Ray Bourque das schnellste Tor in einem Spielabschnitt erzielte.
Mit Bobby Orr (1972), Ray Bourque (1996) und Bill Guerin (2001) war dreimal ein Spieler der Bruins wertvollster Spieler des All-Star-Games.
Zehnmal wurde ein All-Star-Team von einem Trainer der Bruins betreut. Milt Schmidt und Lynn Patrick durften je zweimal hinter der Bande stehen. Art Ross, Harry Sinden, Tom Johnson, Terry O’Reilly, Mike Milbury und Claude Julien kamen zu einem Einsatz.
Außer den All-Star-Games gab es drei weitere Anlässe, bei dem die NHL ein All-Star-Team stellte. Bei der Summit Series 1972 waren Eddie Johnston, Bobby Orr, Don Awrey, Phil Esposito und Wayne Cashman von den Bruins im von Harry Sinden geführten Kader. Beim Challenge Cup 1979 wurden die Bruins von Gerry Cheevers und Don Marcotte vertreten. Wie bei den ersten beiden Serien, war auch beim Rendez-vous ’87 die sowjetische Nationalmannschaft Gegner des NHL-Teams, das mit Ray Bourque antrat.

### Franchiserekorde
Im Folgenden werden ausgewählte Spielerrekorde des Franchise sowohl über die gesamte Karriere als auch über einzelne Spielzeiten aufgeführt.

#### Karriere

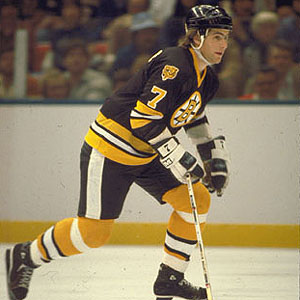
Ray Bourque hält diverse Franchise-Rekorde

|                                   | Name           | Anzahl                                 |
| Meiste Spiele                     | Ray Bourque    | 1.518 (in 21 Spielzeiten)              |
| Meiste aufeinanderfolgende Spiele | Johnny Bucyk   | 418 (23. Januar 1969 bis 2. März 1975) |
| Meiste Tore                       | Johnny Bucyk   | 545                                    |
| Meiste Vorlagen                   | Ray Bourque    | 1.111                                  |
| Meiste Punkte                     | Ray Bourque    | 1.506 (395 Tore + 1.111 Vorlagen)      |
| Meiste Strafminuten               | Terry O’Reilly | 2.095                                  |
| Meiste Shutouts                   | Tiny Thompson  | 74                                     |

#### Saison
|                               | Name                       | Anzahl                       | Saison          |
| Meiste Tore                   | Phil Esposito              | 76                           | 1970/71         |
| Meiste Vorlagen               | Bobby Orr                  | 102                          | 1970/71         |
| Meiste Punkte                 | Phil Esposito              | 152 (76 Tore + 76 Vorlagen)  | 1970/71         |
| Meiste Punkte als Rookie      | Joé Juneau                 | 102 (32 Tore + 70 Vorlagen)  | 1992/93         |
| Meiste Punkte als Verteidiger | Bobby Orr                  | 139 (37 Tore + 102 Vorlagen) | 1970/71         |
| Meiste Strafminuten           | Jay Miller                 | 302                          | 1987/88         |
| Meiste Siege als Torhüter     | Pete Peeters Linus Ullmark | 40                           | 1982/83 2022/23 |

## Trainer und General Manager

### Die „Ära Ross“ (1924 bis 1954)
Abkürzungen: GC = Spiele, W = Siege, L = Niederlagen, T = Unentschieden, OTL = Niederlagen nach
Overtime, Pts = Punkte, Win % = Siegquote
| Trainer               |                 |                 |                 |                 |                 |                 |                 |          |          |          |          |
| Name                  | Saison          | Reguläre Saison | Reguläre Saison | Reguläre Saison | Reguläre Saison | Reguläre Saison | Reguläre Saison | Playoffs | Playoffs | Playoffs | Playoffs |
| Name                  | Saison          | GC              | W               | L               | T               | Pts             | Win %           | GC       | W        | L        | T        |
| Art Ross              | 1924/25–1927/28 | 154             | 64              | 72              | 18              | 63              | .416            | 20       | 2        | 3        | 5        |
| Cy Denneny            | 1928/29         | 44              | 26              | 13              | 5               | 57              | .591            | 5        | 5        | 0        | 0        |
| Art Ross              | 1929/30–1933/34 | 232             | 124             | 76              | 32              | 280             | .534            | 16       | 7        | 9        | 0        |
| Frank Patrick         | 1934/35–1935/36 | 96              | 48              | 36              | 12              | 108             | .500            | 6        | 2        | 4        | 0        |
| Art Ross              | 1936/37–1938/39 | 144             | 89              | 39              | 16              | 194             | .618            | 18       | 9        | 9        | 0        |
| Cooney Weiland        | 1939/40–1940/41 | 96              | 58              | 20              | 18              | 134             | .604            | 17       | 10       | 7        | 0        |
| Art Ross              | 1941/42–1944/45 | 198             | 84              | 90              | 24              | 192             | .424            | 21       | 9        | 12       | 0        |
| Dit Clapper           | 1945/46–1948/49 | 230             | 102             | 88              | 40              | 244             | .443            | 25       | 8        | 17       | 0        |
| George „Buck“ Boucher | 1949/50         | 70              | 22              | 32              | 16              | 60              | .314            | —        | —        | —        | —        |
| Lynn Patrick          | 1950/51–1954/55 | 310             | 117             | 130             | 63              | 297             | .377            | 28       | 9        | 18       | 1        |

* Wechsel während der Saison
| General Manager |                 |
| Name            | Saison          |
| Art Ross        | 1924/25–1953/54 |

In den ersten dreißig Jahren der Bruins war Art Ross die dominierende Figur im Klub. Er agierte in den ersten Jahren als Cheftrainer und General Manager. Nachdem er sein Team 1928 zum ersten Stanley-Cup-Gewinn geführt hatte, holte er mit Cy Denneny einen erfahrenen Spieler, der als Spielertrainer als sein verlängerter Arm auf dem Eis fungierte. Der Plan ging auf und die Bruins verteidigten ihren Titel. Nachdem Denneny nach dieser Saison seine Karriere beendet hatte, übernahm Ross erneut den Platz hinter der Bande. Nach vier weiteren Jahren als Trainer holte er mit Frank Patrick, dem Bruder von Lester Patrick, einen sehr erfahrenen Mann als Trainer. Er blieb zwei Jahre bei den Bruins und übergab danach an Art Ross zurück. Die dritte Trainerphase von Ross dauerte drei Jahre. In fünfzehn Jahren hatte Ross einige Spieler im Kader, mit denen er ein sehr vertrautes Verhältnis hatte. Einer von ihnen war Cooney Weiland. Nachdem er seine aktive Karriere beendet hatte, bekam er von Ross den Trainerposten übergeben. 1941 führte er die Bruins zu ihrem dritten Stanley Cup. Nach diesem Erfolg kehrte Ross zum vierten und letzten Mal hinter die Bande zurück. Vier Jahre blieb er dieses Mal und wieder war es mit Dit Clapper ein ehemaliger Spieler, dem er das Team anvertraute.
Wenig erfolgreich war dann dessen Nachfolger Buck Boucher er betreute das Team in der Saison 1949/50. Nachdem er mit seiner Mannschaft die Playoffs verpasst hatte, endete sein Gastspiel nach nur einem Jahr. Mit Lynn Patrick holte Ross nun einen Mann, der sein Nachfolger werden sollte. 15 Jahre nach seinem Onkel Frank übernahm er das Team. Unter den Fittichen seines Vaters Lester Patrick hatte er lange bei den New York Rangers gespielt und als Trainer in deren AHL-Farmteam auch die ersten Erfahrungen hinter der Bande gesammelt.

### Die Erben des Art Ross (1954 bis 1972)
| Trainer      |                  |                 |                 |                 |                 |                 |                 |          |          |          |
| Name         | Saison           | Reguläre Saison | Reguläre Saison | Reguläre Saison | Reguläre Saison | Reguläre Saison | Reguläre Saison | Playoffs | Playoffs | Playoffs |
| Name         | Saison           | GC              | W               | L               | T               | Pts             | Win %           | GC       | W        | L        |
| Milt Schmidt | 1954/55–1960/61  | 460             | 172             | 203             | 85              | 429             | .374            | 34       | 15       | 19       |
| Phil Watson  | 1961/62–1962/63* | 82              | 16              | 55              | 13              | 45              | .195            | —        | —        | —        |
| Milt Schmidt | 1962/63*–1965/66 | 266             | 73              | 157             | 36              | 182             | .274            | —        | —        | —        |
| Harry Sinden | 1966/67–1969/70  | 296             | 136             | 105             | 55              | 327             | .459            | 28       | 18       | 10       |
| Tom Johnson  | 1970/71–1972/73  | 208             | 142             | 43              | 23              | 307             | .683            | 22       | 15       | 7        |

| General Manager |                 |
| Name            | Saison          |
| Lynn Patrick    | 1954/55–1964/65 |
| Hap Emms        | 1965/66–1966/67 |
| Milt Schmidt    | 1967/68–1971/72 |

1954 hatte Art Ross seinen Rücktritt erklärt und Lynn Patrick, den er einige Jahre zuvor als Trainer verpflichtet hatte, folgte ihm als General Manager nach. Um sich der neuen Aufgabe widmen zu können, wurde Milt Schmidt, der mit der „Kraut Line“ schon als Spieler eine Stütze der Bruins war, zum Cheftrainer. Nach sechs Spielzeiten wurde er von Phil Watson abgelöst, doch nachdem dieser im Laufe seiner zweiten Spielzeit nicht erfolgreich war, kam es in der Geschichte der Bruins zur ersten Trainerentlassung während der laufenden Saison. Milt Schmidt kehrte hinter die Bande zurück und blieb dort für weitere vier Jahre. In seiner letzten Saison übernahm Hap Emms die Position des General Managers. Zwei Jahre hatte dieser den Posten inne, bevor 1967 Milt Schmidt das Amt des GM übernahm. Mit Harry Sinden hatte man den erfolgreichen Trainer des Farmteams zum Cheftrainer befördert. Er führte die Bruins auf einen erfolgreichen Weg zurück. Dabei wurde er von den beiden Stars dieser Zeit, Bobby Orr und Phil Esposito, tatkräftig unterstützt.

### Die „Ära Sinden“ (1972 bis 2001)
| Trainer        |                  |                 |                 |                 |                 |                 |                 |                 |          |          |          |
| Name           | Saison           | Reguläre Saison | Reguläre Saison | Reguläre Saison | Reguläre Saison | Reguläre Saison | Reguläre Saison | Reguläre Saison | Playoffs | Playoffs | Playoffs |
| Name           | Saison           | GC              | W               | L               | T               | OTL             | Pts             | Win %           | GC       | W        | L        |
| Bep Guidolin   | 1972/73–1973/74  | 104             | 72              | 23              | 9               | —               | 153             | .692            | 21       | 11       | 10       |
| Don Cherry     | 1974/75–1978/79  | 400             | 231             | 105             | 64              | —               | 526             | .548            | 55       | 31       | 24       |
| Fred Creighton | 1979/80*         | 73              | 40              | 20              | 13              | —               | 93              | .548            | —        | —        | —        |
| Harry Sinden   | 1979/80*         | 7               | 6               | 1               | 0               | —               | 12              | .857            | 10       | 4        | 6        |
| Gerry Cheevers | 1980/81–1984/85* | 376             | 204             | 126             | 64              | —               | 470             | .515            | 34       | 15       | 19       |
| Harry Sinden   | 1984/85*         | 24              | 11              | 10              | 3               | —               | 25              | .458            | 5        | 2        | 3        |
| Butch Goring   | 1985/86–1986/87* | 93              | 42              | 38              | 13              | —               | 97              | .452            | 3        | 0        | 3        |
| Terry O’Reilly | 1986/87*–1988/89 | 227             | 115             | 86              | 26              | —               | 256             | .507            | 36       | 17       | 19       |
| Mike Milbury   | 1989/90–1990/91  | 160             | 90              | 49              | 21              | —               | 201             | .563            | 40       | 23       | 17       |
| Rick Bowness   | 1991/92          | 80              | 36              | 32              | 12              | —               | 84              | .450            | 15       | 8        | 7        |
| Brian Sutter   | 1992/93–1994/95  | 216             | 120             | 73              | 23              | —               | 263             | .556            | 22       | 7        | 15       |
| Steve Kasper   | 1995/96–1996/97  | 164             | 66              | 78              | 20              | —               | 152             | .402            | 5        | 1        | 4        |
| Pat Burns      | 1997/98–2000/01* | 254             | 105             | 97              | 46              | 6               | 262             | .413            | 18       | 8        | 10       |
| Mike Keenan    | 2000/01*         | 74              | 33              | 26              | 7               | 8               | 81              | .446            | —        | —        | —        |

| General Manager |                 |
| Name            | Saison          |
| Harry Sinden    | 1972/73–2000/01 |

Die Rolle, die Art Ross in den frühen Jahren spielte, wurde nun Harry Sinden zuteil. Mit Bep Guidolin stand bei Sindens Amtsantritt ein ehemaliger Spieler hinter der Bande. Man hatte den Eindruck, dass Sinden ihn nach seiner zweiten Spielzeit entlassen hatte, doch später erzählte er, dass er die Kritik von Sinden leid war und selbst keine Lust mehr auf den Job bei den Bruins hatte. Auf ihn folgte mit Don Cherry eine der schillerndsten Figuren im Eishockey. 1976 wurde mit Cherry erstmals ein Trainer der Bruins als bester Trainer der Liga mit dem Jack Adams Award ausgezeichnet. 1979 holte man mit Fred Creighton den ehemaligen Trainer der Atlanta Flames, doch sieben Spieltage vor Ende der Saison wurde dieser von Sinden entlassen. Sinden stellte sich bis Saisonende selbst hinter die Bande, bevor er mit Gerry Cheevers einem weiteren ehemaligen Star der Bruin das Team übergab. Nach vier erfolgreichen Jahren folgte ein schwächeres und Sinden zug erneut die Notbremse und kehrte hinter die Bande zurück. Wenig Geduld hatte er auch mit Butch Goring, der als Assistenztrainer mit den Islanders sehr erfolgreich war. Bald schon wurde er durch seinen Assistenten Terry O’Reilly abgelöst, der nach drei erfolgreichen Jahren an seinen Assistenten Mike Milbury übergab. In seiner Zeit als Assistent hatte Milbury in einer Phase mit vielen Verletzten selbst noch einmal das Trikot übergezogen. Nach einem kurzen Gastspiel von Rick Bowness kam mit Brian Sutter ein Trainer, der sich mit seiner guten Arbeit drei Spielzeiten halten konnte. Allerdings gelang es ihm nicht, die guten Leistungen der regulären Saison auch in die Playoffs zu retten. Mit Steve Kasper war dann wieder einmal ein ehemaliger Spieler der Bruins Cheftrainer. Pat Burns, der das Team 1997 übernahm, hatte mit Montréal und Toronto bereits zwei andere Original-Six-Teams betreut. Gleich im ersten Jahr gewann er den Jack Adams Award. Zu Beginn seiner letzten Saison als General Manager holte Sinden mit Mike Keenan einen ehemaligen Erfolgstrainer, der jedoch in der Branche sehr umstritten war. Er konnte die Bruins nicht in die Playoffs führen und räumte nach Ende der Saison seinen Platz.

### Das neue Jahrtausend (seit 2001)
| Trainer        |                  |                 |                 |                 |                 |                 |                 |                 |          |          |          |
| Name           | Saison           | Reguläre Saison | Reguläre Saison | Reguläre Saison | Reguläre Saison | Reguläre Saison | Reguläre Saison | Reguläre Saison | Playoffs | Playoffs | Playoffs |
| Name           | Saison           | GC              | W               | L               | T               | OTL             | Pts             | Win %           | GC       | W        | L        |
| Robbie Ftorek  | 2001/02–2002/03* | 155             | 76              | 49              | 52              | 14              | 218             | .490            | 6        | 2        | 4        |
| Mike O’Connell | 2002/03*         | 9               | 3               | 3               | 3               | 0               | 9               | .333            | 5        | 1        | 4        |
| Mike Sullivan  | 2003/04–2005/06  | 164             | 70              | 56              | 15              | 23              | 178             | .429            | 7        | 3        | 4        |
| Dave Lewis     | 2006/07          | 82              | 35              | 41              | 0               | 6               | 76              | .463            | —        | —        | —        |
| Claude Julien  | 2007/08–2016/17* | 759             | 419             | 246             | —               | 94              | 932             | .614            | 97       | 57       | 40       |
| Bruce Cassidy  | 2016/17*–2021/22 | 399             | 245             | 108             | —               | 46              | 536             | .672            | 73       | 36       | 37       |
| Jim Montgomery | 2022/23–2024/25* | 184             | 120             | 41              | —               | 23              | 263             | .715            | 20       | 9        | 11       |
| Joe Sacco      | 2024/25*         | 62              | 25              | 30              | —               | 7               | 57              | .460            | —        | —        | —        |
| Marco Sturm    | seit 2025/26     |                 |                 |                 | —               |                 |                 |                 |          |          |          |

| General Manager |                 |
| Name            | Saison          |
| Mike O’Connell  | 2000/01–2005/06 |
| Peter Chiarelli | 2006/07–2014/15 |
| Don Sweeney     | seit 2015/16    |

Im November 2000 übernahm Mike O’Connell den Posten des General Managers. Nach etwas über einem Jahr verlängerte er seinen Vertrag um fünf Jahre. Sein erster Trainer, Robbie Ftorek, kam von den New Jersey Devils. Kurz vor Ende seiner zweiten Spielzeit handelte O’Connell wie sein Vorgänger Sinden in früheren Jahren und übernahm für neun Spiele der regulären Saison und die Playoffs selbst die Position als Cheftrainer. Zur Saison 2003/04 übernahm dann der bisherige Assistenztrainer Mike Sullivan. Seine Amtszeit wurde vom großen Umbau des Teams geprägt. O’Connell trennte sich vom Star des Teams Joe Thornton und anderen Leistungsträgern. Diese Abgänge konnten nicht kompensiert werden und so trennte man sich vom General Manager. Sein Nachfolger Peter Chiarelli wollte auch einen neuen Trainer und ersetzte Sullivan durch Dave Lewis, der mit den Detroit Red Wings als Assistenztrainer sehr erfolgreich war. Als Cheftrainer konnte er nicht an diese Erfolge anknüpfen und musste nach nur einer Spielzeit seinen Posten räumen. Sein Nachfolger wurde Claude Julien, der zuvor Montréal und New Jersey trainiert hatte.
Nach der Saison 2014/15, in der die Bruins nach sieben Spielzeiten in Folge nicht die Playoffs erreichten, wurde Peter Chiarelli entlassen und Don Sweeney als sein Nachfolger installiert. Sweeney entließ im Februar 2017 Claude Julien, der das Team somit knapp zehn Jahre trainiert und mit ihm 2011 den Stanley Cup gewonnen hatte. Als Nachfolger wurde interimsweise Bruce Cassidy vorgestellt, der zuvor als Assistenztrainer unter Julien tätig gewesen war. Nach dem Ende der Saison 2016/17 bestätigten die Bruins, Cassidy fest als Cheftrainer eingestellt zu haben. Diese Position hatte er in der Folge bis zu seiner Entlassung im Juni 2022 inne. Anschließend leitete Jim Montgomery bis November 2024 die Geschicke des Teams, ehe dieser im November 2024 durch Joe Sacco ersetzt wurde. Am Saisonende löste diesen wiederum Marco Sturm ab.

## Spieler

### Kader der Saison 2024/25
Stand: Ende der Saison 2024/25
| Nr. | Nat.               | Spieler            | Pos. | Geburtsdatum      | in Org. seit | Geburtsort                      |
| --- | ------------------ | ------------------ | ---- | ----------------- | ------------ | ------------------------------- |
| 70  | Finnland           | Joonas Korpisalo   | G    | 28. April 1994    | 2024         | Pori, Finnland                  |
| 1   | Vereinigte Staaten | Jeremy Swayman     | G    | 24. November 1998 | 2020         | Anchorage, Alaska, USA          |
| 44  | Finnland           | Henri Jokiharju    | D    | 17. Juni 1999     | 2025         | Oulu, Finnland                  |
| 27  | Schweden           | Hampus Lindholm    | D    | 20. Januar 1994   | 2022         | Helsingborg, Schweden           |
| 6   | Vereinigte Staaten | Mason Lohrei       | D    | 17. Januar 2001   | 2023         | Baton Rouge, Louisiana, USA     |
| 73  | Vereinigte Staaten | Charlie McAvoy – A | D    | 21. Dezember 1997 | 2017         | Long Beach, New York, USA       |
| 52  | Vereinigte Staaten | Andrew Peeke       | D    | 17. März 1998     | 2024         | Parkland, Florida, USA          |
| 91  | Russland           | Nikita Sadorow     | D    | 16. April 1995    | 2024         | Moskau, Russland                |
| 19  | Vereinigte Staaten | John Beecher       | C    | 5. April 2001     | 2022         | Elmira, New York, USA           |
| 38  | Vereinigte Staaten | Patrick Brown      | C    | 29. Mai 1992      | 2023         | Bloomfield Hills, Michigan, USA |
| 92  | Russland           | Marat Chusnutdinow | C    | 17. Juli 2002     | 2025         | Moskau, Russland                |
| 39  | Kanada             | Morgan Geekie      | RW   | 20. Juli 1998     | 2023         | Strathclair, Manitoba, Kanada   |
| 47  | Vereinigte Staaten | Mark Kastelic      | C    | 11. März 1999     | 2024         | Phoenix, Arizona, USA           |
| 45  | Vereinigte Staaten | Cole Koepke        | LW   | 17. Mai 1998      | 2024         | Two Harbors, Minnesota, USA     |
| 94  | Tschechien         | Jakub Lauko        | C    | 28. März 2000     | 2025         | Prag, Tschechien                |
| 28  | Schweden           | Elias Lindholm     | C    | 2. Dezember 1994  | 2024         | Boden, Schweden                 |
| 11  | Vereinigte Staaten | Casey Mittelstadt  | C    | 22. November 1998 | 2025         | Edina, Minnesota, USA           |
| 88  | Tschechien         | David Pastrňák – A | RW   | 25. Mai 1996      | 2014         | Havířov, Tschechien             |
| 51  | Kanada             | Matthew Poitras    | C    | 10. März 2004     | 2023         | Ajax, Ontario, Kanada           |
| 71  | Vereinigte Staaten | Oliver Wahlstrom   | RW   | 13. Juni 2000     | 2024         | Yarmouth, Maine, USA            |
| 18  | Tschechien         | Pavel Zacha        | C    | 6. April 1997     | 2022         | Brünn, Tschechien               |

### Mannschaftskapitäne
| Jahr      | Name            |
| 1924–1927 | kein Kapitän    |
| 1927–1931 | Lionel Hitchman |
| 1931–1932 | George Owen     |
| 1932–1938 | Dit Clapper     |
| 1938–1939 | Cooney Weiland  |
| 1939–1947 | Dit Clapper     |
| 1947–1950 | Jack Crawford   |
| 1950–1955 | Milt Schmidt    |
| 1955      | Ed Sandford     |
| 1955–1961 | Fernie Flaman   |
| 1961–1963 | Don McKenney    |
| 1963–1966 | Leo Boivin      |
| 1966–1967 | Johnny Bucyk    |

| Jahr      | Name                       |
| 1967–1973 | kein Kapitän               |
| 1973–1977 | Johnny Bucyk               |
| 1977–1983 | Wayne Cashman              |
| 1983–1985 | Terry O’Reilly             |
| 1985–1988 | Ray Bourque Rick Middleton |
| 1988–2000 | Ray Bourque                |
| 2000–2001 | Jason Allison              |
| 2001–2002 | kein Kapitän               |
| 2002–2005 | Joe Thornton               |
| 2005–2006 | kein Kapitän               |
| 2006–2020 | Zdeno Chára                |
| 2021–2023 | Patrice Bergeron           |
| 2023–2025 | Brad Marchand              |

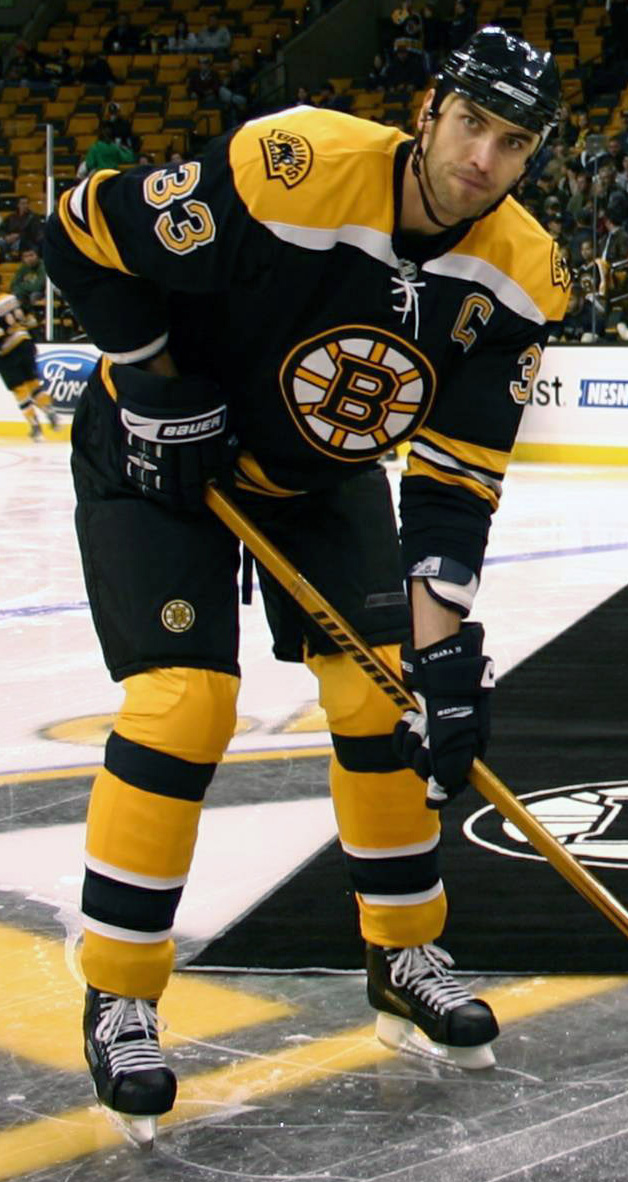
Zdeno Chára war zwischen 2006 und 2020 Kapitän der Bruins

In den ersten drei Jahren ihres Bestehens traten die Boston Bruins ohne Mannschaftskapitän auf, ehe Lionel Hitchman 1927 das Amt übernahm und für drei Jahre innehatte. Erster langjähriger Kapitän wurde Dit Clapper, der von 1932 bis 1947 dieses Amt mit einem Jahr Unterbrechung bekleidete. Auf Clapper folgten Jack Crawford und Milt Schmidt, der bereits seit 1936 zur Mannschaft gehörte und für die letzten fünf Jahre seiner Karriere bis 1955 das „C“ trug. Darauf führte Fernie Flaman die Bruins sechs Jahre lang an. In den folgenden Jahren folgten Don McKenney, Leo Boivin und Johnny Bucyk mit vergleichsweise kurzen Amtszeiten.
Ab 1967 wurde das Kapitänsamt vorerst nicht mehr vergeben und auch während der erfolgreichen Saisons zum Anfang der 1970er-Jahre trug kein Spieler das „C“. 1973 wurde Bucyk erneut zum Mannschaftskapitän und vier Jahre später von Wayne Cashman abgelöst, der die Mannschaft sechs Jahre lang auf dem Eis anführte.
1983 wurde Terry O’Reilly sein Nachfolger, ehe 1985 die 15-jährige Amtszeit von Ray Bourque begann. Die ersten drei Jahre teilte er sich das Amt mit Rick Middleton, der 1988 seine Karriere beendete. Bourque trug das „C“ bis zum März 2000, als er mit 39 Jahren zu der Colorado Avalanche wechselte.
Jason Allison übernahm die Nachfolge, doch nach einem Jahr verließ er Boston und der Posten als Mannschaftskapitän blieb vorerst vakant. 2002 wurde der 23-jährige Joe Thornton, der als großes Talent galt, zum Kapitän ernannt und blieb es bis zu seinem Wechsel zu den San Jose Sharks im Dezember 2005.
Ab Sommer 2006 war der Slowake Zdeno Chára Mannschaftskapitän der Boston Bruins. Er war der erste Europäer, der das „C“ bei den Bruins trägt, und hatte dieses Amt 14 Jahre bis zum Ende der Spielzeit 2019/20 inne. Seine Nachfolge trat Patrice Bergeron im Januar 2021 an, der seine Karriere im Jahre 2023 beendete und das „C“ wiederum an Brad Marchand weitergab. Dieser verließ das Team im März 2025.

### Mitglieder der Hockey Hall of Fame
| Name              | Aufnahmedatum     | Position   |
| Charles Adams     | 1960              | Präsident  |
| Weston Adams      | 1972              | Präsident  |
| Dave Andreychuk   | 13. November 2017 | Spieler    |
| Marty Barry       | 1965              | Spieler    |
| Bobby Bauer       | 25. November 1996 | Spieler    |
| Leo Boivin        | 1986              | Spieler    |
| Ray Bourque       | 8. November 2004  | Spieler    |
| Frank Brimsek     | 1966              | Spieler    |
| Walter A. Brown   | 1962              | Präsident  |
| Johnny Bucyk      | 1981              | Spieler    |
| Gerry Cheevers    | 1985              | Spieler    |
| Dit Clapper       | 1947              | Spieler    |
| Roy Conacher      | 16. November 1998 | Spieler    |
| Bill Cowley       | 1968              | Spieler    |
| Cy Denneny        | 1959              | Spieler    |
| Woody Dumart      | 1992              | Spieler    |
| Phil Esposito     | 1984              | Spieler    |
| Fernie Flaman     | 1990              | Spieler    |
| Frank Fredrickson | 1958              | Spieler    |
| Jarome Iginla     | 2020              | Spieler    |
| Busher Jackson    | 1971              | Spieler    |
| Jeremy Jacobs     | 2017              | Eigentümer |
| Tom Johnson       | 1970              | Spieler    |
| Brian Leetch      | 9. November 2009  | Spieler    |
| Harry Lumley      | 1980              | Spieler    |

| Name             | Aufnahmedatum     | Position                          |
| Joe Mullen       | 13. November 2000 | Spieler                           |
| Cam Neely        | 7. November 2005  | Spieler                           |
| Willie O’Ree     | 2018              | Spieler                           |
| Harry Oliver     | 1967              | Spieler                           |
| Adam Oates       | 2012              | Spieler                           |
| Bobby Orr        | 1979              | Spieler                           |
| Brad Park        | 1988              | Spieler                           |
| Frank Patrick    | 1958              | Trainer                           |
| Bill Quackenbush | 1976              | Spieler                           |
| Jean Ratelle     | 1985              | Spieler                           |
| Mark Recchi      | 13. November 2017 | Spieler                           |
| Art Ross         | 1945              | Trainer General Manager           |
| Terry Sawchuk    | 1971              | Spieler                           |
| Milt Schmidt     | 1961              | Spieler                           |
| Eddie Shore      | 1947              | Spieler                           |
| Babe Siebert     | 1964              | Spieler                           |
| Harry Sinden     | 1983              | Trainer General Manager Präsident |
| Nels Stewart     | 1962              | Spieler                           |
| Tiny Thompson    | 1959              | Spieler                           |
| Rogatien Vachon  | 14. November 2016 | Spieler                           |
| Cooney Weiland   | 1971              | Spieler                           |

Als 1945 die ersten zwölf Eishockey-Persönlichkeiten in die zwei Jahre zuvor gegründete Hockey Hall of Fame aufgenommen wurden, gehörte Bostons ehemaliger Trainer und damaliger General Manager Art Ross zu diesem auserwählten Kreis. 1924 wurde er erster Cheftrainer und General Manager der Boston Bruins und betreute die Mannschaft mit Unterbrechungen 16 Jahre lang als Trainer und leitete die Geschicke des Teams als Manager bis 1954.
1947 wurden mit Eddie Shore und Dit Clapper die ersten ehemaligen Spieler der Boston Bruins für ihre Verdienste und Leistungen in die Hockey Hall of Fame aufgenommen. Shore, ein offensiver Verteidiger, gehörte in den 1930er-Jahren zu den dominierenden Verteidigern, gewann zweimal den Stanley Cup und wurde viermal als wertvollster Spieler mit der Hart Memorial Trophy ausgezeichnet. Clapper war der erste Spieler der NHL, der 20 Saisons in der Liga verbracht hatte. Neben mehreren Berufungen in die All-Star Teams feierte er drei Stanley-Cup-Siege mit den Boston Bruins.
Aus der erfolgreichen Zeit der 1930er- und 1940er-Jahre fanden später unter anderem noch Marty Barry, Bobby Bauer, Frank Brimsek, Bill Cowley, Woody Dumart, Roy Conacher, Tiny Thompson und Milt Schmidt einen Platz in der Hall of Fame.
Anfang der 1970er-Jahre konnten die Bruins an die Erfolge der ersten zwei Jahrzehnte ihres Bestehens anknüpfen. Diese Zeit wurde durch die späteren Hall of Fame-Mitglieder Johnny Bucyk, Phil Esposito, Bobby Orr und Gerry Cheevers deutlich mitbestimmt. Bucyk spielte 21 Jahre in Boston und stellte einen NHL-Rekord als bester Scorer der linken Flügelstürmer. Esposito war einer der besten Stürmer seiner Zeit und brachte seine besten Leistungen während der Stanley-Cup-Jahre bei den Bruins. Neben fünf Auszeichnungen als bester Scorer, erhielt er zweimal die Trophäe als wertvollster Spieler. Gerry Cheevers war der Torhüter der Stanley-Cup-Mannschaften von 1970 und 1972 und stand in 13 Saisons für Boston auf dem Eis. Doch der herausragende Spieler dieser Ära der Boston Bruins war Bobby Orr, der in den Stanley-Cup-Jahren 1970 und 1972 sowohl als wertvollster Spieler der regulären Saison als auch der Playoffs ausgezeichnet. Zudem erhielt er von 1968 bis 1975 achtmal in Folge die James Norris Memorial Trophy als wertvollster Spieler und gewann als erster Verteidiger die Trophäe als bester Scorer. Zwischen 1979 und 1985 wurden diese vier Spieler in die Hall of Fame aufgenommen.
Verteidiger Ray Bourque und Angreifer Cam Neely waren danach die einzigen Spieler der Bruins, die sich mit ihren Leistungen für die Hockey Hall of Fame empfehlen konnten. Von 1979 bis 2000 spielte Bourque in Boston und wurde im Laufe seiner Karriere in 18 All-Star Teams berufen und fünfmal als bester Verteidiger ausgezeichnet. Seinen einzigen Stanley Cup konnte er aber nicht mit den Bruins gewinnen, sondern erst 2001 kurz vor seinem Karriereende bei den Colorado Avalanche. Cam Neely spielte für Boston von 1986 bis 1996 und spielte als Torjäger eine wichtige Rolle in der Mannschaft. Dreimal erzielte er mindestens 50 Tore, führte die Mannschaft siebenmal in Toren an und war eine wichtige Stütze der Mannschaft beim Einzug ins Stanley-Cup-Finale 1990. 1993/94 erzielte er sein 50. Saisontor im 44. Spiel. Nur Wayne Gretzky hatte dieser Marke in der NHL schneller erreicht gehabt.
Insgesamt wurden 38 ehemalige Spieler sowie sieben Funktionäre und Trainer der Boston Bruins in die Hockey Hall of Fame aufgenommen.

### Gesperrte Trikotnummern
| Nr. | Name            | Sperrungsdatum             |
| 2   | Eddie Shore     | 1. Januar 1947             |
| 3   | Lionel Hitchman | 22. Februar 1934           |
| 4   | Bobby Orr       | 9. Januar 1979             |
| 5   | Dit Clapper     | 12. Februar 1947           |
| 7   | Phil Esposito   | 3. Dezember 1987           |
| 8   | Cam Neely       | 12. Januar 2004            |
| 9   | Johnny Bucyk    | 13. März 1980              |
| 15  | Milt Schmidt    | 13. März 1980              |
| 16  | Rick Middleton  | 29. November 2018          |
| 22  | Willie O’Ree    | 18. Januar 2022            |
| 24  | Terry O’Reilly  | 24. Oktober 2002           |
| 77  | Ray Bourque     | 4. Oktober 2001            |
| 99  | Wayne Gretzky   | 6. Februar 2000 (ligaweit) |

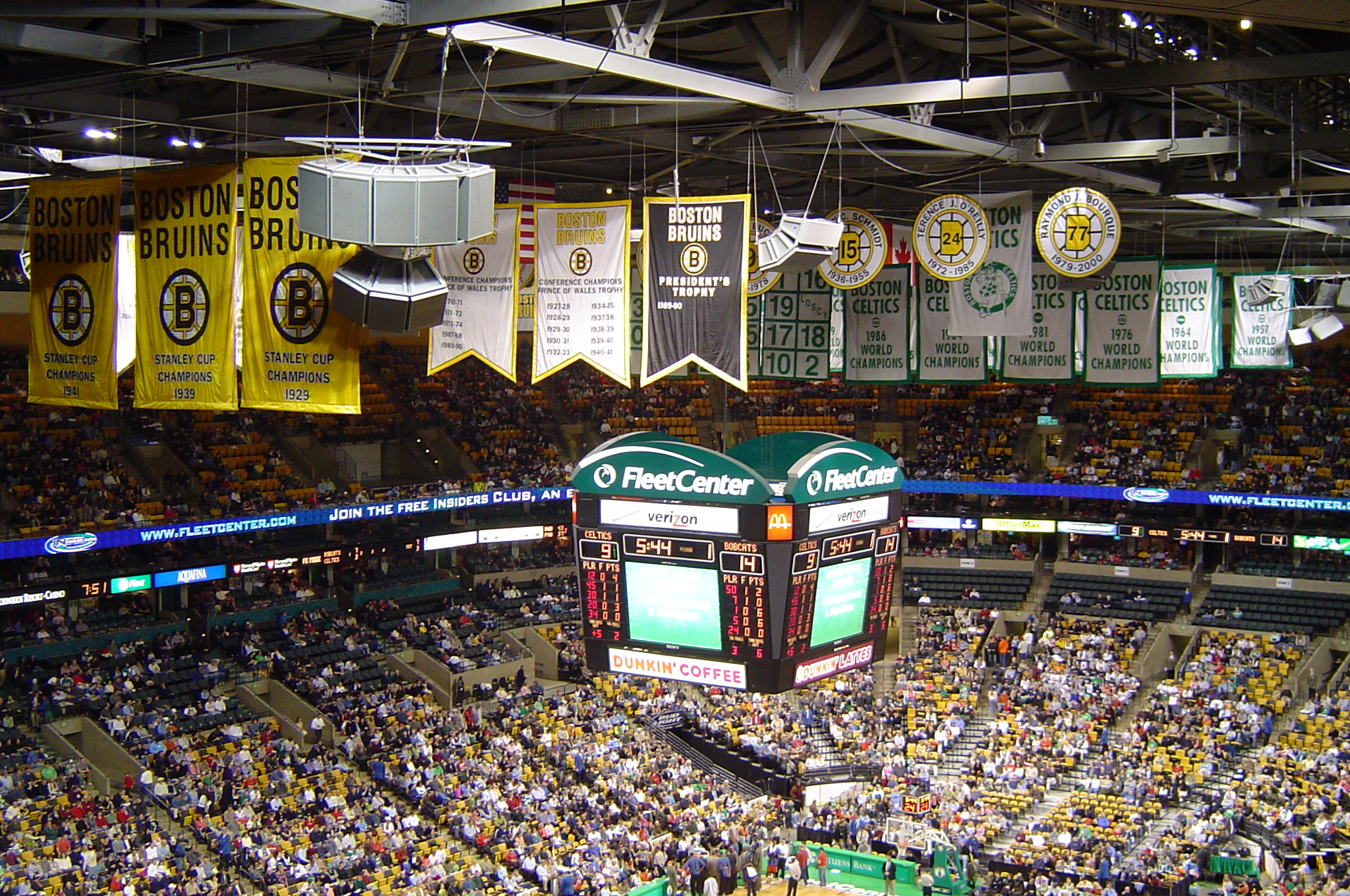
Die Banner zu den Stanley Cups und den gesperrten Nummern im TD Banknorth Garden

Lionel Hitchman war der erste Mannschaftskapitän der Bruins und gewann 1929 mit ihnen den Stanley Cup. 1934 beendete er nach zehn Jahren bei den Bruins seine Karriere, die seine Nummer 3 daraufhin nicht mehr vergaben. Dies war eine Premiere im Eishockeysport, denn nie zuvor kam einem Eishockeyspieler diese Ehre zuteil.
Im Frühjahr 1947 sperrten Bruins gleich zwei Nummern. Zuerst die Nummer 2 von Verteidiger Eddie Shore, der 1940 seine erfolgreiche Karriere, in der er viermal die Hart Memorial Trophy gewann, beendete. Keine zwei Monate später wurde Dit Clappers Nummer 5 gesperrt. Clapper hatte seine Karriere erst wenige Monate zuvor nach 20 Jahren bei den Boston Bruins beendet.
Erst 1979 wurde ein weiteres Mannschaftsmitglied geehrt. Bobby Orr musste wegen Knieverletzungen seine Karriere im Laufe der Saison bereits im Alter von 30 Jahren beenden, hatte jedoch innerhalb von zehn Jahren in Boston soviel geleistet, dass seine Nummer 4 gesperrt wurde. Neben zwei Stanley Cups hatte er dreimal die Hart Memorial Trophy und zweimal die Conn Smythe Trophy gewonnen. Zudem stellte er mit acht in Folge gewonnenen James Norris Memorial Trophies als bester Verteidiger einen Rekord auf und war der erste Verteidiger, der die Art Ross Trophy als bester Scorer gewinnen konnte.
Im Jahr darauf wurden am 13. März 1980 gleich zwei Nummern gesperrt. Milt Schmidt, ehemaliger Kapitän der Mannschaft und zweifacher Stanley-Cup-Sieger in den 1930er- und 1940er-Jahren, wurde zusammen mit Johnny Bucyk geehrt, der 21 Jahre für die Bruins spielte und Mitglied der Stanley-Cup-Mannschaften aus den 1970er-Jahren war. Ihre Nummern 15 und 9 wurden von da an nicht mehr vergeben.
1987 sperrten die Bruins die Nummer 7 von Phil Esposito. Er spielte in neun Saisons für Boston und gehörte zu den besten Stürmern der 1970er-Jahre und wurde mehrfach mit der Hart Memorial Trophy und der Art Ross Trophy ausgezeichnet. 1981 hatte er seine Karriere bei den New York Rangers beendet.
Zu Beginn der Saison 2001/02 wurde die Nummer 77 von Ray Bourque gesperrt, der von 1979 bis 2000 in Boston gespielt hatte und 15 Jahre deren Kapitän war. Kein Spieler hatte für die Bruins mehr Punkte erzielt als er. Zudem war er in 18 All-Star Teams und wurde fünfmal mit der James Norris Memorial Trophy als bester Verteidiger ausgezeichnet, doch mit den Bruins gewann er nie den Stanley Cup. Im Sommer 2001 gewann er nach seinem Wechsel zur Colorado Avalanche im letzten Spiel seiner Karriere den Stanley Cup.
Ein Jahr später sperrten die Boston Bruins Terry O’Reillys Nummer 24. In den 1970er-Jahren war er für die Mannschaft ein wichtiger Spieler, da er Scorerqualitäten mit Defensivstärke und körperlicher Härte kombinierte. In den letzten drei Jahren seiner Karriere war er bis 1985 Kapitän der Mannschaft.
Ferner wurde im Januar 2004 die Nummer 8 von Stürmer Cam Neely gesperrt, der seine Karriere 1996 beendet hatte. In zehn Saisons führte er die Mannschaft siebenmal in erzielten Toren an und erzielte 1993/94 50 Tore in 44 Spielen. Nur Wayne Gretzky erreichte diese Marke in weniger Spielen. Jedoch wurde er nicht offiziell in die Liste der 50 Tore in 50 Spielen eingetragen, da das 50. Tor spätestens im 50. Saisonspiel der Mannschaft erzielt werden muss, Neely diesen Treffer jedoch erst im 66. Spiel seiner Mannschaft erzielte.
Zuletzt sperrten die Bruins die Nummer 16 von Rick Middleton. Am 18. Januar 2022 sperrten die Bruins die Nummer 22 von Willie O’Ree.
Die gesperrten Nummern der Spieler hängen als Banner an der Hallendecke des TD Banknorth Garden und werden an keinen Spieler der Bruins mehr vergeben.
Außerdem ist die berühmte 99 des Kanadiers Wayne Gretzky ligaweit seit dem 6. Februar 2000 gesperrt.

### Top-10-Wahlrechte im NHL Entry Draft
| Name          | Jahr | Draft-Position |
| Don Tannahill | 1969 | 3.             |
| Frank Spring  | 1969 | 4.             |
| Reggie Leach  | 1970 | 3.             |
| Rick MacLeish | 1970 | 4.             |
| Ron Plumb     | 1970 | 9.             |
| Ron Jones     | 1971 | 6.             |
| André Savard  | 1973 | 6.             |
| Ray Bourque   | 1979 | 8.             |
| Gord Kluzak   | 1982 | 1.             |
| Glen Wesley   | 1987 | 3.             |

| Name             | Jahr | Draft-Position |
| Kyle McLaren     | 1995 | 9.             |
| Johnathan Aitken | 1996 | 8.             |
| Joe Thornton     | 1997 | 1.             |
| Sergei Samsonow  | 1997 | 8.             |
| Lars Jonsson     | 2000 | 7.             |
| Phil Kessel      | 2006 | 5.             |
| Zach Hamill      | 2007 | 8.             |
| Tyler Seguin     | 2010 | 2.             |
| Dougie Hamilton  | 2011 | 9.             |
| James Hagens     | 2025 | 7.             |

Die Spieler der frühen Draftjahre 1963 bis 1968 sind hier nicht aufgeführt.
20 Mal konnten die Bruins bereits als eine der ersten zehn Mannschaften einen Spieler auswählen und zweimal hatten sie das erste Wahlrecht im Draft. 1969 konnten sie mit Don Tannahill und Frank Spring an den Positionen drei und vier draften, doch beide konnten sich nicht in der NHL durchsetzen, Tannahill kam sogar nie für die Bruins zum Einsatz. Eine bessere Wahl trafen sie im Jahr darauf mit Reggie Leach und Rick MacLeish, deren langjährigen NHL-Karriere jedoch hauptsächlich bei anderen Mannschaften stattfanden.
Der 1979 an Position acht ausgewählte Ray Bourque absolvierte hingegen in Boston eine langjährige und erfolgreiche Karriere. Neben 18 Berufungen in die All-Star Teams wurde er fünfmal als bester Verteidiger ausgezeichnet und blieb 21 Jahre in Boston. 1982 konnten die Bruins mit Gord Kluzak erstmals einen Spieler an erster Stelle auswählen, doch Kluzak konnte sein Potential auf Grund von schweren Knieverletzungen nie vollständig abrufen.
Im NHL Entry Draft 1995 wählten die Bruins an neunter Position Kyle McLaren aus, der sich zu einem guten Defensiv-Verteidiger entwickelt hat, aber mittlerweile bei den San Jose Sharks spielt. Im Jahr darauf wählten sie Johnathan Aitken an achter Stelle aus, der sich jedoch nie in der NHL durchsetzen konnte. 1997 konnten die Bruins sich doppelt freuen, als sie mit Joe Thornton an erster Stelle einen sehr talentierten Stürmer auswählten und an achter Stelle mit Sergei Samsonow einen vielversprechenden russischen Spieler, der nach seinem ersten Jahr in der NHL mit der Calder Memorial Trophy als bester Rookie ausgezeichnet wurde. Auch Thornton setzte sich in der NHL durch, verließen aber wie Samsonow in der Saison 2005/06 die Mannschaft und wurde in derselben Spielzeit mit der Hart Memorial Trophy als wertvollster Spieler der Liga ausgezeichnet.
2006 zogen die Bruins in der ersten Runde an Position fünf den US-Amerikaner Phil Kessel, der sich sofort im NHL-Kader der Bruins durchsetzen konnte.

### Franchise-Top-Punktesammler
Die zehn besten Punktesammler in der Geschichte des Franchise bis zum Ende der regulären Saison 2024/25 und der Playoffs 2025.
Abkürzungen: Pos = Position, GP = Spiele, G = Tore, A = Vorlagen, Pts = Punkte, P/G = Punkte pro Spiel
| Name             | Pos | Saison                  | GP   | G   | A    | Pts  | P/G  |
| Ray Bourque      | D   | 1979/80–1999/00         | 1518 | 395 | 1111 | 1506 | 0,99 |
| Johnny Bucyk     | LW  | 1957/58–1977/78         | 1436 | 545 | 794  | 1339 | 0,93 |
| Patrice Bergeron | C   | 2003/04–2022/23         | 1294 | 427 | 613  | 1040 | 0,80 |
| Phil Esposito    | C   | 1967/68–1975/76         | 625  | 459 | 553  | 1012 | 1,62 |
| Brad Marchand    | LW  | 2009/10–2024/25         | 1090 | 422 | 554  | 976  | 0,90 |
| Rick Middleton   | RW  | 1976/77–1987/88         | 881  | 402 | 496  | 898  | 1,02 |
| Bobby Orr        | D   | 1966/67–1975/76         | 631  | 264 | 624  | 888  | 1,41 |
| David Pastrňák   | RW  | seit 2014/15            | 756  | 391 | 442  | 883  | 1,10 |
| Wayne Cashman    | RW  | 1964/65–1982/83         | 1027 | 277 | 516  | 793  | 0,77 |
| David Krejčí     | C   | 2006/07–2020/21 2022/23 | 1032 | 231 | 555  | 786  | 0,76 |

| Name             | Pos | GP  | G  | A   | Pts | P/G  |
| Ray Bourque      | D   | 180 | 36 | 125 | 161 | 0,89 |
| Brad Marchand    | LW  | 157 | 56 | 82  | 138 | 0,88 |
| Patrice Bergeron | C   | 170 | 50 | 78  | 128 | 0,75 |
| David Krejčí     | C   | 160 | 43 | 85  | 128 | 0,80 |
| Phil Esposito    | C   | 71  | 46 | 56  | 102 | 1,44 |
| Rick Middleton   | RW  | 111 | 45 | 55  | 100 | 0,90 |
| Johnny Bucyk     | LW  | 109 | 40 | 60  | 100 | 0,92 |
| Bobby Orr        | D   | 74  | 26 | 66  | 92  | 1,24 |
| Wayne Cashman    | RW  | 145 | 31 | 57  | 88  | 0,61 |
| Cam Neely        | RW  | 86  | 55 | 32  | 87  | 1,01 |